# Zoo Leipzig
Koordinaten: 51° 20′ 56″ N, 12° 22′ 9″ O
Der Zoo Leipzig ist ein parkartig gestalteter Zoologischer Garten am Rosental, nordwestlich der Leipziger Innenstadt. Seit 2000 wird der Zoo großflächig unter dem Projektnamen Zoo der Zukunft umgebaut und erweitert. Bis 2028 (zum 150-jährigen Jubiläum des Zoos) soll ein Umbau in einzelnen Themenbereichen erfolgen. Laut des Sheridan-Zoo-Rankings des Briten Anthony Sheridan belegt der Zoo Leipzig bereits seit mehreren Jahren Platz zwei der besten Zoos in Europa (nach dem Tiergarten Schönbrunn) und Platz eins innerhalb Deutschlands.

## Geschichte

### Gründungszeit unter Ernst Pinkert

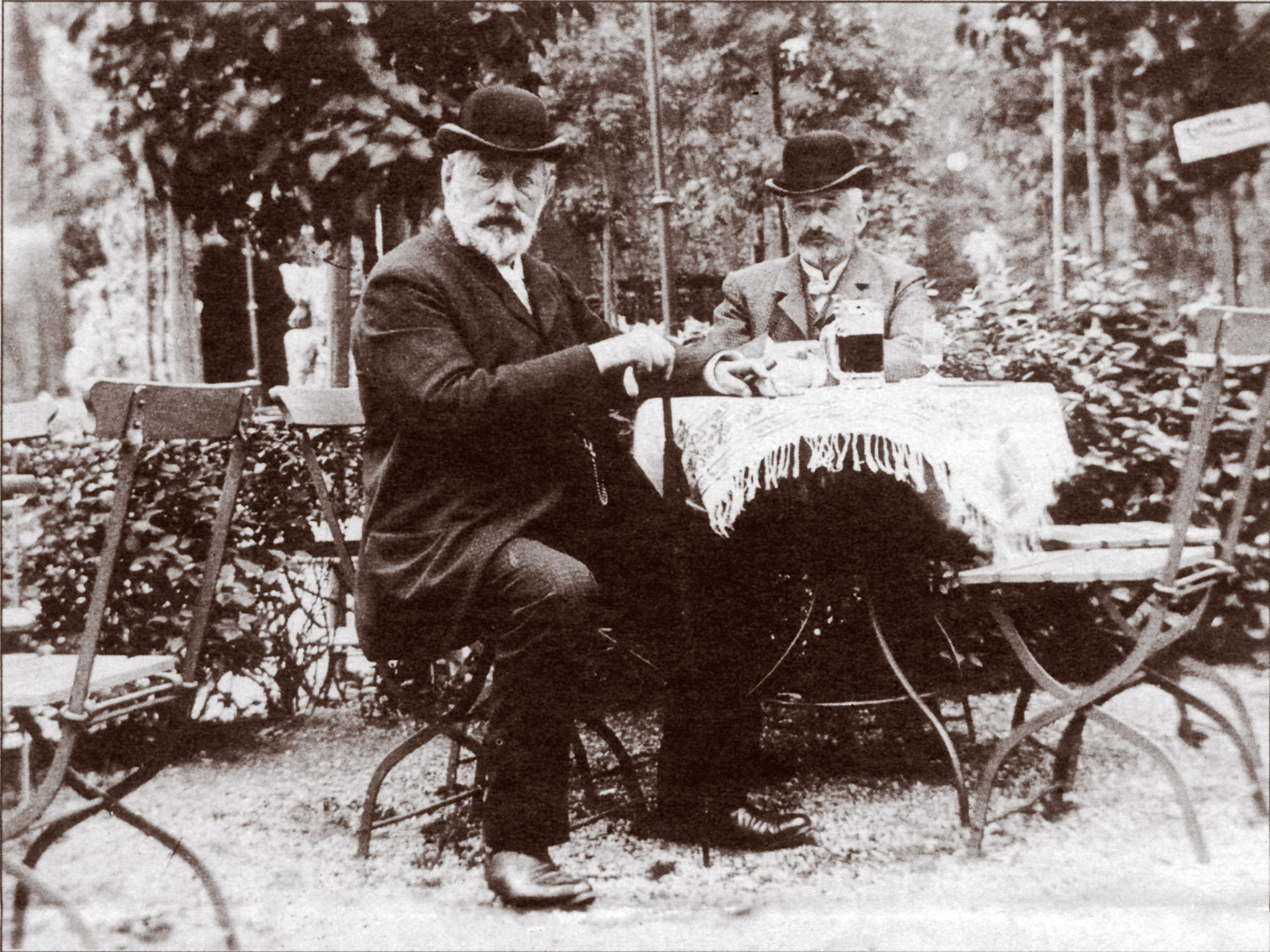
Ernst Pinkert (um 1906)

Der Zoologische Garten in den 1880er-Jahren

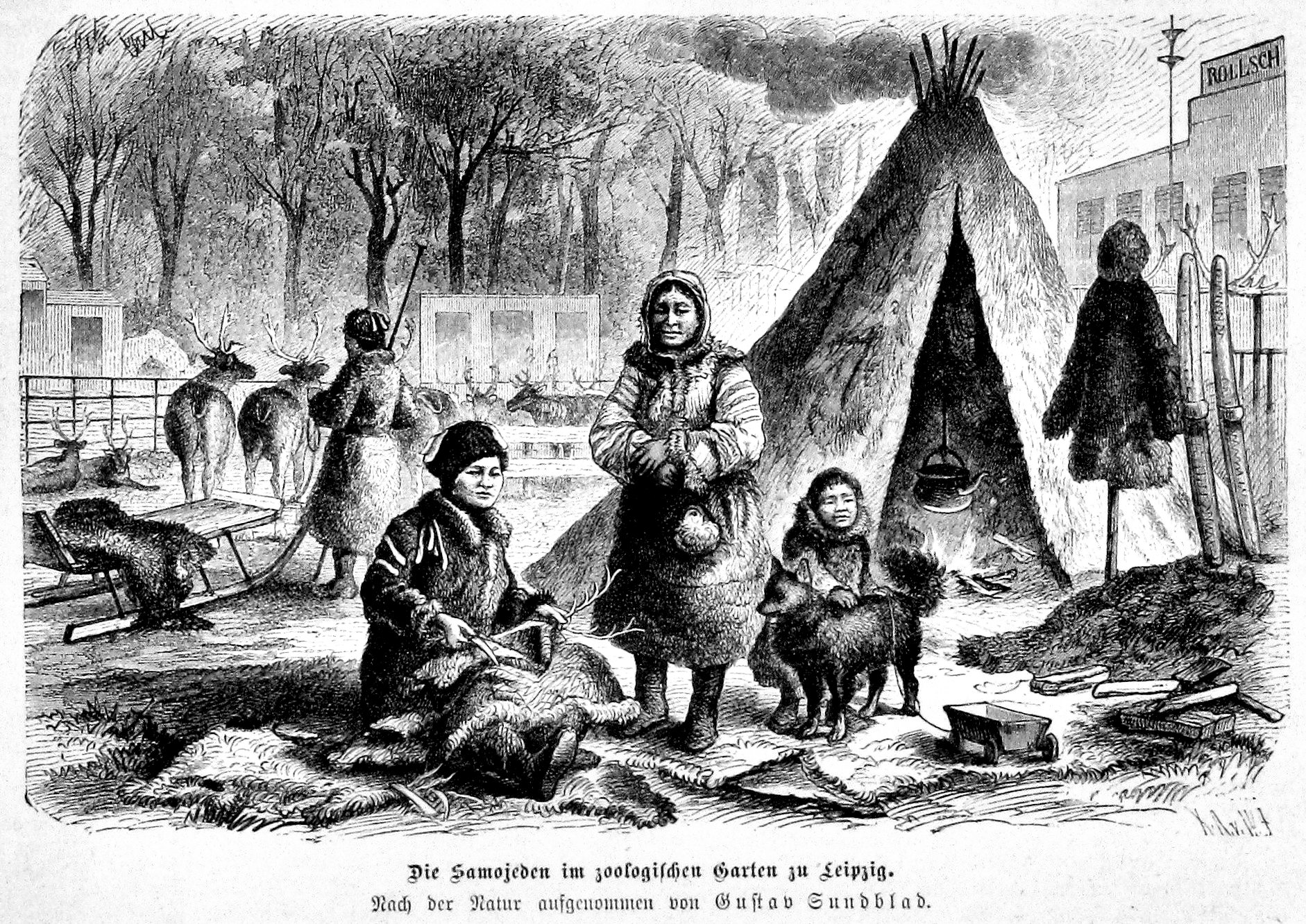
Samojeden als Völkerschau 1882

Der Leipziger Zoo wurde am 9. Juni 1878 durch den Leipziger Gastwirt Ernst Pinkert (1844–1909) als privater zoologischer Garten auf dem Ratsgut Pfaffendorf gegründet (als 23. Tiergarten in Europa).
Pinkert war seit 1873 Inhaber der Restauration Zum Pfaffendorfer Hof und stellte hier schon seit 1876 mit seinem Partner, dem Hamburger Tierhändler Carl Hagenbeck, als publikumslockende Attraktion exotische Tiere aus. In dieses Jahr fiel auch der Baubeginn des Alten Raubtierhauses, welches bis in die 1990er Jahre bestand. Im noch jungen Leipziger Zoo wurde erstmals in Deutschland ein Borneo-Orang-Utan der Öffentlichkeit gezeigt. 1883 wurde das Zooareal auf drei Hektar erweitert.
Von der Gründungszeit des Zoos bis 1931 wurden auf dem Gelände des Leipziger Zoologischen Gartens etwa 40 Völkerschauen veranstaltet. Zwischen dem Raubtierhaus und dem Robbenbecken richtete Pinkert eine „Völkerwiese“ ein. Später ließ er daneben eine mit Urwaldkulisse ausgestattete „Völkerbühne“ aufbauen. Die Ausstellung von Menschen fremder Völker, darunter Kalmücken, Kirgisen, Samojeden und Suaheli, wurde zum festen Bestandteil des Zoobetriebs. 1894 entwickelte Pinkert die Schau „Lebende Bilder“. Dabei stellte eine Gruppe Suaheli bekannte Gemälde nach, unter anderem die „Mohrenwäsche“ von Carl Joseph Begas. 1897 stellte der Leipziger Zoo nackte Samoanerinnen aus, von denen sich auch der damals 14-jährige Joachim Ringelnatz beeindruckt zeigte.
Am 1. Januar 1899 wurde das Privatunternehmen in die Aktiengesellschaft Zoologischer Garten zu Leipzig umgewandelt. Durch die neuen Gelder konnten 1900/01 das Neue Raubtierhaus, das Affenhaus und das Verwaltungsgebäude errichtet werden.
Am 28. April 1909 starb Ernst Pinkert. Sein Nachfolger wurde der Westfale Johannes Gebbing, der mit dem Bau des Aquariums (1910) und dem Anbau des Terrariums (1913) neue Arten in den Leipziger Zoo brachte.

### Entwicklung im 20. Jahrhundert

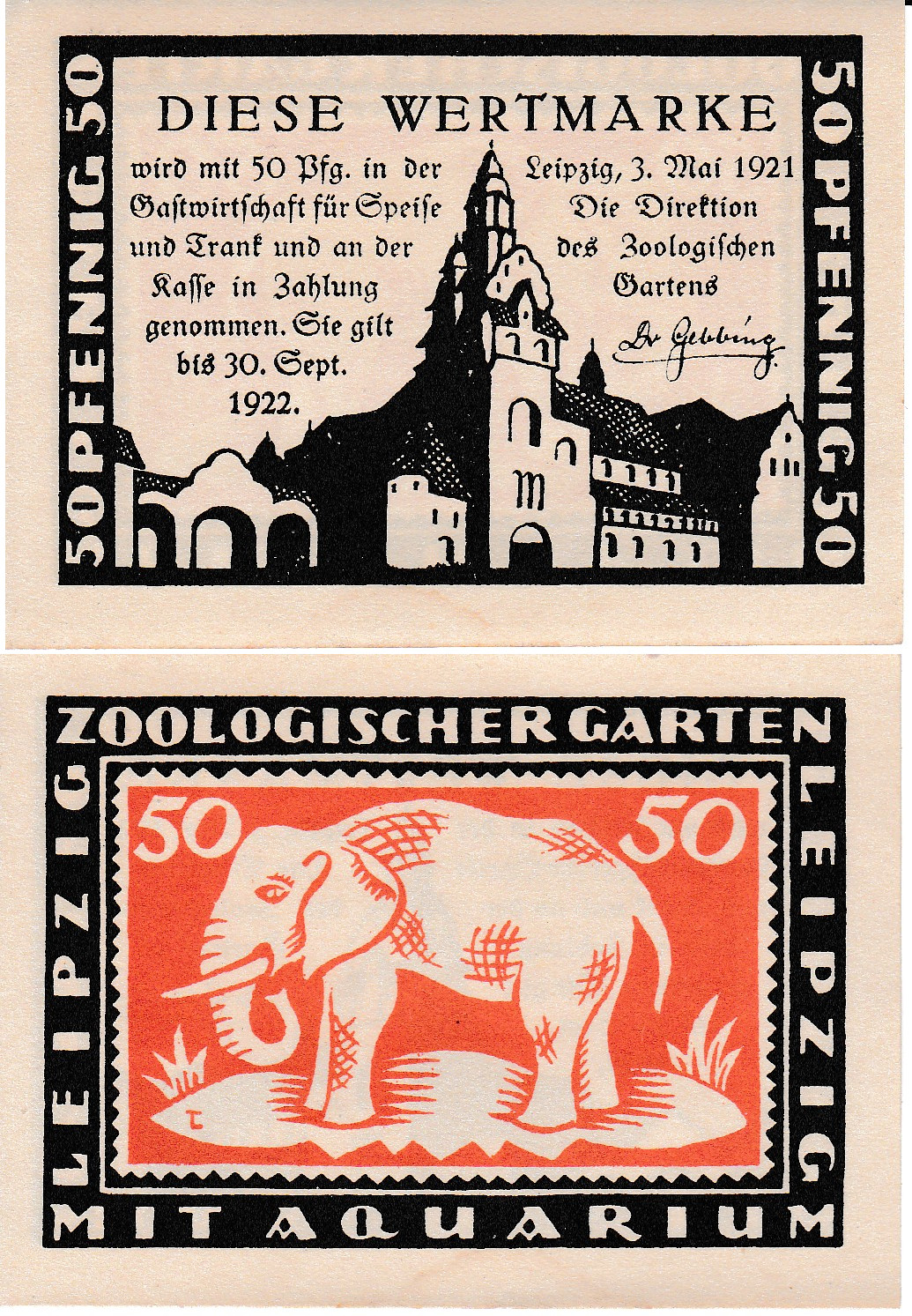
Wertmarke des Zoologischen Gartens von 1921

Der Erste Weltkrieg brachte den Zoo in Bedrängnis. Viele Mitarbeiter, so auch Zoodirektor Johannes Gebbing, wurden zum Kriegsdienst eingezogen. Fleisch, Getreide und Brot wurden rationiert und eine große Anzahl von Tieren starb an Mangelernährung oder wurde an die hungernde Stadtbevölkerung verfüttert. Die Folge waren viele verwaiste Gehege und dramatisch zurückgehende Besucherzahlen, fast alle Bereiche waren vom Mangel gezeichnet. In den letzten beiden Kriegsjahren wurden das Restaurant zur Kaserne und der Konzertgarten zum Exerzierplatz und an vielen Gebäuden schritt der Verfall fort. So war die Aktiengesellschaft im November 1918 mit 770.000 Mark verschuldet. Am 1. Januar 1920 wurde der Zoologische Garten dem Grundstücksamt der Stadt Leipzig unterstellt, um zumindest das Nötigste schnell wieder instand zu setzen.
Als neue Einnahmequelle erwies sich die Verleihung von Tieren an Filmproduktionen, in denen selbst der Direktor des Zoos mitspielte, damit die Tiere eine Vertrauensperson hatten. Zwischen 1920 und 1935 wurde das Gelände auf 12,5 Hektar erweitert. Der nach seiner Tätigkeit als Leipziger Stadtbaurat ab 1924 ehrenamtlich für den Zoo tätige Architekt Carl James Bühring ergänzte das Wegesystem um zwei große Achsen und errichtete in der für ihn typischen Klinkerbauweise zahlreiche noch heute für den Leipziger Zoo typische Bauten. Unter anderem entstanden das Dickhäuterhaus (1926) und die Bärenburg (1929) sowie die terrassenartige Außenanlage für die Großkatzen des Neuen Raubtierhauses. Es folgten 1934 die Rhesus- und Paviananlage mit der Pinguinanlage auf der Rückseite. Seit 1935 existiert der Tierkindergarten.
Am 20. Mai 1926 wurde das von Hubert Ritter erbaute Planetarium eröffnet; das auf dem Gelände des Zoos gelegene, aber von außerhalb zugängliche Gebäude an der Ecke Pfaffendorfer Straße/Kickerlingsberg wurde nach seiner Zerstörung im Zweiten Weltkrieg nicht wieder aufgebaut.

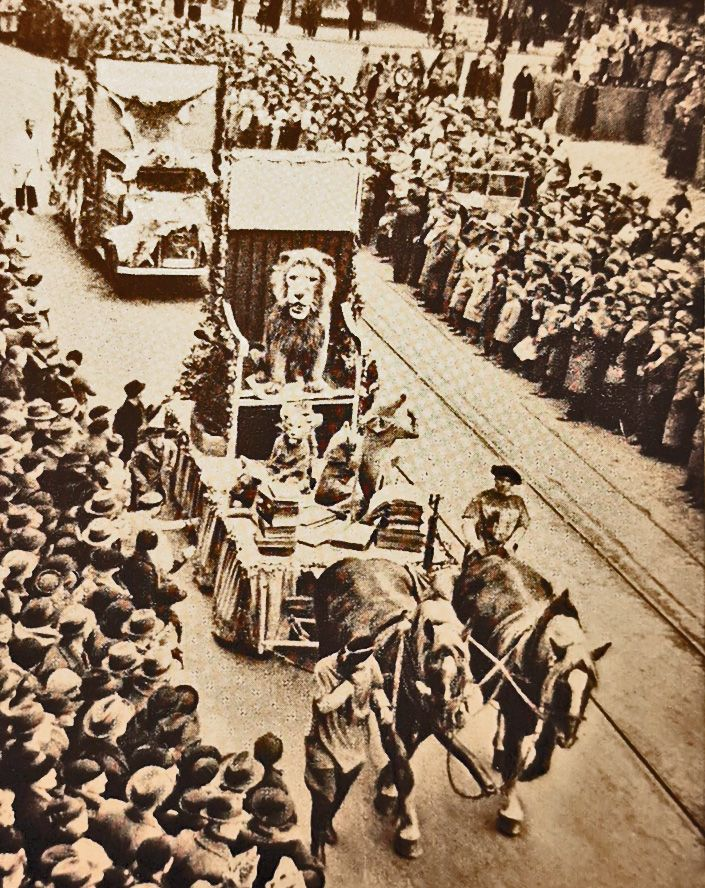
Löwen-Festzug 1939

1938, im 60. Jahr des Bestehens des Zoos, feierte Leipzig am 27. Februar (ein Tag vor Rosenmontag) ein Stadtfest unter dem Motto „In Leipzig ist der Löwe los“, das ganz im Zeichen des Zoos und seiner Löwenzucht stand. Höhepunkt war ein Löwen-Festzug, der von der Bevölkerung begeistert aufgenommen wurde.
Der kriegsbedingt geschlossene Zoologische Garten wurde bereits am 6. Mai 1945 wieder eröffnet und das Gelände schon 1947 auf 16 Hektar vergrößert.
Im Jahr 1973 wurde dem Leipziger Zoologischen Garten die Führung des Internationalen Tigerzuchtbuchs übertragen, das seit 1976 jährlich veröffentlicht wird und zu den umfangreichsten für eine bedrohte Tierart zählt. Mit 342 Geburten von Amurtigern in 50 Jahren ist der Leipziger Zoo der erfolgreichste Züchter.
Im Jahr 1976 wurde das aus drei großen Freianlagen für Rinder, Kamelartige und südamerikanische Tiere bestehende Zooschaufenster fertiggestellt. Ein breites Grabensystem ermöglichte eine mauerlose Abgrenzung. In das benachbarte Rosental wurde es landschaftlich nahtlos eingebunden. Der Zoo umfasste nun 22,5 Hektar.
Am 23. Juni 1982 wurde das Menschenaffenhaus eröffnet, das im Rahmen der Bauarbeiten für das Pongoland 1999 abgerissen wurde. Im Jahr 1986 wurde vom Zoo das Internationale Zuchtbuch für die Anoas eingerichtet, das seitdem auch von wissenschaftlichen Mitarbeitern des Zoos geführt wird.
1979 fand auf dem Gelände des Zoos ein Pleinair von Bildhauern der DDR und ab 1981 ein Internationales Bildhauer-Pleinair statt.
1991 erhielt der Zoo den Status eines städtischen Regiebetriebs. Seit dem 1. Januar 1995 war er Eigenbetrieb im Dezernat Kultur der Stadt Leipzig, im Jahr 2000 wurde er in eine GmbH umgewandelt, deren Gesellschafterin mit 100 % der Geschäftsanteile die Stadt Leipzig ist.

### „Zoo der Zukunft“ seit 2000
1998 nahm ein Planungsteam des Zoos die Arbeiten zu einem neuen Gesamtkonzept für den Zoo auf, die am 14. Juni 2000 zu einem einstimmigen Stadtratsbeschluss für das Konzept „Zoo der Zukunft“ führten. Dieses Konzept sieht vor, den Zoo in einen Naturerlebnispark mit sechs Themenbereichen (Afrika, Asien, Südamerika, Gründer-Garten, Pongoland, Gondwanaland) umzugestalten. Seine Umsetzung begann mit der Gründung der Zoo Leipzig GmbH am 1. August 2000.
Seit 2001 gab es in diesem Zusammenhang mehrere Neueröffnungen von Anlagen:
- Die Löwensavanne Makasi Simba wurde am 8. Februar und die Menschenaffenanlage Pongoland am 2. April 2001, unter Beisein des Präsidenten der Max-Planck-Gesellschaft, die den Hauptanteil der Finanzierung des Großprojektes getragen hatte, der Öffentlichkeit übergeben. Im Herbst wurde die neue Erdmännchen-Anlage gegenüber den Rosental-Freianlagen eröffnet.
- Das Neue Raubtierhaus von 1902, Heimstätte der weltberühmten Leipziger Löwenzucht, aus der über 2300 Löwen hervorgingen, wurde 2002, 100 Jahre nach seiner Eröffnung, als Entdeckerhaus Arche wiedereröffnet.[13] Außerdem wurde im Jahre 2002 die Lippenbärenschlucht auf dem Gelände der ehemaligen Gibboninsel im Staudengarten eingeweiht.
- Die Doku-Soap Elefant, Tiger & Co. ging erstmals am 1. April 2003 auf Sendung. Sie erzählt die kleinen und großen Geschichten des Zoos abseits der Zuschauerwege.
- 2003 zogen die Amurtiger von der alten „Tigerfarm“ in ihre neu eröffnete Anlage, die Tiger-Taiga, am Großen Hirschhaus ein.
- Am 2. April 2004 erfolgte die Eröffnung der Kiwara-Savanne mit angeschlossener Tüpfelhyänen-Anlage auf dem Gelände der ehemaligen Rosental-Freianlagen.
- 2005 wurde der Kleine Flugkäfig entlang der Zooachse als Asiatische Freiflugvoliere ausgebaut und denkmalgerecht saniert. Nach kurzer Bauzeit entstand im Auwald die Okapianlage, die 2008 um eine zweite Anlage erweitert wurde.
- Am 1. April 2006 wurde der Elefantentempel Ganesha Mandir nach mehrjähriger Bauzeit eröffnet. Des Weiteren hielt die World Association of Zoos and Aquariums (WAZA) ihre Jahreskonferenz 2006 im Zoo Leipzig ab.
- 2007 begann die zweite Bauphase auf dem Weg zum „Zoo der Zukunft“. Sie umfasst die Errichtung der Riesentropenhalle Gondwanaland, die am 1. Juli 2011 eröffnet wurde.
- 2011 trat Zoodirektor Jörg Junhold als dritter deutscher Zoodirektor überhaupt das Amt des Präsidenten der World Association of Zoos and Aquariums (WAZA) an.

2012 wurde ein überarbeiteter Masterplan mit einem Investitionsvolumen von 56,5 Mio. Euro veröffentlicht, der den Umbau des Zoos bis 2022 regelt. Er sieht in fünf Stufen unter anderem folgende Projekte vor:
- Neue Gehege für Amurleoparden; neuer Ausgangsbereich mit begehbarer Flamingovoliere (2012–2014).
- Umbau der Bärenburg zum Spielplatz mit Café; neue Nashornanlage als Teil der Kiwara-Savanne für die Ostafrikanischen Spitzmaulnashörner, Südafrikanische Geparde und Husarenaffen; Umnutzung des Tieraffenhauses für Koalas; Brunnenbau auf dem Aquariumsvorplatz (2013–2016).
- Hochgebirgsanlage „Himalaya“ für Schneeleoparden, Greifvögel und Kleine Pandas, Restaurierung des Großen Flugkäfigs als Teil dieses Komplexes; Südamerikabereich mit Gehegen für Ameisenbären, Mähnenwölfe, Guanakos, Nasenbären etc. (2015–2018).
- Begehbare Pinguinanlage und Robbenanlage mit Wellenanlage, Unterwassertunnel mit 360°-Sicht; Sanierung des Aquariums und des Terrariums (2020–2023).
- Asiatische Inselwelt mit Burma-Leierhirschen, sibirischen Moschustieren, Bartaffen und Rothunden; neue Volieren für Kraniche und Loris; Anlage für afrikanische Wildhunde neben dem Löwenhaus; „Sulawesi-Anlage“ für Hirscheber und Tiefland-Anoas; Erweiterungen Okapi-Wald und Streichelkral (2023–2025).

## Artenschutz und Erhaltungszucht
Der Leipziger Zoo beteiligt sich seit Jahrzehnten aktiv an der Erhaltungszucht gefährdeter Spezies. Als ein Aspekt dieser Arbeit werden im Zoo vier Internationale (ISB) und ein Europäisches Zuchtbuch (ESB) geführt sowie vier Europäische Erhaltungszuchtprogramme (EEP) koordiniert:
- Internationales Tigerzuchtbuch

Seit 1973 bearbeitet und führt Peter Müller (Zoodirektor i. R.) das Internationale Tigerzuchtbuch, welches eines der ältesten Zuchtbücher und mit über 9.000 registrierten Individuen das umfangreichste überhaupt ist. Es werden die Bestände aller sechs rezenten Unterarten (Amur-, Sumatra-, Bengal-, Südchinesische, Hinterindische und Malayische Tiger) als Grundlage für regionale Zuchtprogramme erfasst. Seit 1976 wird das Zuchtbuch jährlich publiziert.
- Internationales Anoazuchtbuch und Anoa-EEP

1986 wurde das Internationale Zuchtbuch für den Tiefland-Anoa eingerichtet und von Beginn an von Seniorkurator Gerd Nötzold geführt, der auch das Europäische Erhaltungszuchtprogramm für diese kleinste Wildrinderart koordiniert.
- Internationales Mähnenwolfzuchtbuch und Mähnenwolf-EEP

Seit 2009 ist Kurator Ruben Holland mit der Führung des Internationalen Zuchtbuches für den Mähnenwolf und der Koordination der Europäischen Erhaltungszuchtprogramme für den Mähnenwolf betraut.
- Internationales Sumatra-Nashorn-Zuchtbuch

Seit 2012 koordiniert der Zoo die weltweiten Zuchtbemühungen zum Erhalt des vom Aussterben bedrohten Sumatra-Nashorns.
- Europäisches Zuchtbuch für das Stumpfkrokodil

Im Jahr 2004 übernahm Kurator Fabian Schmidt die Führung des Europäischen Zuchtbuches (ESB) für Stumpfkrokodile – ein Tribut an regelmäßige Nachzuchterfolge dieser gefährdeten Krokodilart aus den Wäldern Afrikas.
- Europäisches Erhaltungszuchtprogramm für den Weißnackenkranich

Seit 2009 koordiniert Kurator Ruben Holland das Erhaltungszuchtprogramm dieser Art. Seit 1996 schlüpften im Leipziger Zoo 32 Küken.
- Europäisches Erhaltungszuchtprogramm für die Eulenkopfmeerkatze

Kurator Fabian Schmidt wurde 2013 auch die Verantwortung für die Koordination des Zuchtprogrammes (EEP) für die Eulenkopfmeerkatze übertragen. Mit 22 erfolgreiche aufgezogenen Jungtieren seit 1974 ist der Leipziger Zoo der weltweit erfolgreichste Züchter dieser Art.
- Momentan befinden sich Zuchtprogramme für folgende Arten durch Mitarbeiter des Zoos im Aufbau:

Transvaal-Löwen (Panthera leo krugeri)
Tüpfelbeutelmarder
Darwin-Nasenfrosch
Der Leipziger Zoo ist seit fast 20 Jahren intensiv in In-situ-Artenschutz- und Auswilderungsprogrammen engagiert.
Seit 1993 leistet der Zoo maßgebliche Aufbau- und Unterstützungsarbeit im von der Zoologischen Gesellschaft Frankfurt bis 2012 betriebenen Endangered Primate Rescue Center (EPRC) im Cuc-Phuong-Nationalpark in Vietnam. Regelmäßig für längere Zeit vom Zoo abgestellte Tierpfleger bilden einheimische Kollegen aus und sorgen für die bauliche Erweiterung und Instandhaltung des Zentrums. Die jährliche finanzielle Unterstützung in Höhe von etwa 10.000 Euro ermöglichte unter anderem die Einrichtung mehrerer Ranger-Stationen zum permanenten Schutz der einmaligen Fauna. Im Jahr 2012 übernahm der Zoo Leipzig die komplette Schirmherrschaft über die Station von der Zoologischen Gesellschaft Frankfurt.
Im Rahmen der Errichtung der Menschenaffenanlage „Pongoland“ trat der Zoo Leipzig der Wild Chimpanzee Foundation (WCF) – einer Stiftung zum Schutz wildlebender Schimpansen – bei. Ein jährlicher finanzieller Betrag ermöglicht die Erforschung und den Schutz westafrikanischer Schimpansen im Nationalpark Taï in der südwestlichen Elfenbeinküste. Diese In-situ-Schutzmaßnahmen stellen eine Ergänzung zur Verhaltensforschung dar, die das Wolfgang-Köhler-Primaten-Forschungszentrum betreibt.
Der Europäische Zoo-Dachverband European Association of Zoos and Aquaria initiiert jährlich Kampagnen zum Schutz bedrohter Tierarten und Habitate. Um die Zoobesucher auf diese Kampagnen aufmerksam zu machen, sie über den Schutz gefährdeter Spezies zu informieren, zum nachhaltigen Umgang mit Ressourcen zu sensibilisieren und Spenden für die Projekte zu sammeln, wurden große Informationstafeln über den Zoo verteilt und ein Artenschutz-Container gegenüber der Nashornanlage aufgestellt. In den vergangenen zehn Jahren konnten mehrere hunderttausend Euro an Spenden aufgebracht und der Stiftung für diverse Projekte (Bushmeat-Kampagne 2001, Tigerkampagne „21st Century Tiger“ 2003/2004, Nashornkampagne „Save the Rhinos“ 2006/2007, Amphibienkampagne „Jahr des Frosches 2008/2009“ und Kampagne zur biologischen Vielfalt 2010/2011) übergeben werden.
Seit 2005 unterstützt der Zoo ein weiteres Projekt, das sich der Erforschung, dem nachhaltigen Schutz und der Zucht des hochgradig gefährdeten Darwin-Nasenfrosches (Rhinoderma darwinii) widmet. Diese Art ist in Südamerika auf der Westseite der Anden in einem gemäßigten feucht-kalten Klima verbreitet. Im Zusammenhang mit der Amphibienkampagne „Jahr des Frosches 2008/2009“ errichtete der Zoo zusammen mit der Zoologischen Gesellschaft für Arten- und Populationsschutz, der Fachzeitschrift „Reptilia“ und der Universität in Concepcion (Chile) auf deren Gelände eine Zucht- und Forschungsstation. Hier werden die Nasenfrösche gehalten und sollen gezüchtet werden; von hier aus wird weitere Forschung betrieben. Die ersten Ergebnisse geben Grund zur Hoffnung. Bis Anfang 2013 wurden bereits über 130 Nasenfrösche gezüchtet. Daher sollen jetzt Kontakte zu anderen Projekten aufgenommen werden, um weitere Halter für die Zucht zu gewinnen und das Projekt auf eine breite Basis zu stellen.
Schon vor der Eröffnung der Tropenhalle Gondwanaland begann der Zoo, ein Artenschutzprojekt zu suchen, das inhaltlich mit der Tropenwelt verbunden werden kann und dort präsentiert werden wird. Die Wahl fiel auf eine Zuchtstation auf der Insel Borneo. Diese Station engagiert sich für den Erhalt des Sabah-Nashornes, einer Unterart des Sumatra-Nashorns, die nur noch im Bundesstaat Sabah (Malaysia) vorkommt. Auf zwei Schutzgebiete verteilt leben nur noch etwa 30 bis 50 Tiere. Die Regierung des Staates hat den Schutz des Tieres als wichtige Aufgabe erkannt und neben dem Tabin-Wildreservat, wo es die Nashörner noch gibt, eine Zucht- und Forschungsstation aufgebaut. In Zusammenarbeit mit dem Leibniz-Institut für Zoo- und Wildtierforschung in Berlin (IZW) wird sich der Zoo für eine Verbesserung der Haltungsbedingungen engagieren und aufbauend auf die große Erfahrung des IZW möglichst ideale Voraussetzungen für eine Zucht dieser akut vom Aussterben bedrohten Unterart schaffen. Der Zoo wird der Region auch beim Aufbau eines schonenden Tourismus mit Rat und Tat zur Seite stehen.
Die Präsentation wilder Tiere und deren Zucht, um dem Besucher die Vielfalt tierischen Lebens auf unserem Planeten nahezubringen und stabile Reservepopulationen in Gefangenschaft aufzubauen, zählen zu den grundlegenden Aufgaben jedes Zoos. Eine erfolgreiche Zucht und gute Koordination ermöglichten die weite Verbreitung zahlreicher Wildtierspezies in der europäischen Zoolandschaft. In der zweiten Hälfte des 20. Jahrhunderts wurde die realistische Möglichkeit ins Auge gefasst, in Zoos geborene Tiere in ihrem natürlichen Verbreitungsgebiet wieder auszuwildern und damit schwächelnde Populationen aufzustocken bzw. bereits erloschene Populationen wieder zu beleben. In Nordafrika, Vorderasien, Osteuropa, Mitteleuropa und Zentralasien wurden Modellprojekte initiiert.
Der Zoo Leipzig engagiert sich seit Anfang der 1980er-Jahre für die Auswilderung im Zoo geborener beziehungsweise geschlüpfter Tiere. So wurden bis Anfang der 1990er-Jahre mehrere Europäische Wildkatzen für die Auswilderung im Nationalpark Bayerischer Wald bereitgestellt sowie Europäische Uhus und Weißstörche aus der Zucht des Zoos ausgewildert. Mehrere Säbelantilopenkühe aus Leipziger Zucht leben seit Mitte der 1990er-Jahre in geschützten Reservaten in Marokko und Tunesien, diverse Przewalski-Urwildpferdhengste im ungarischen Hortobagy-Nationalpark. Seit 1992 übergibt der Zoo seine jährlich erbrüteten Steinkäuze der Ökostation Borna bei Leipzig, die ein Wiederansiedlungsprojekt im Harz-Vorland betreut. In Kooperation mit der Universität Leipzig befindet sich seit wenigen Jahren ein Auswilderungsprogramm für Stumpfkrokodile in Afrika in Planung. Eine weitere Zusammenarbeit besteht mit der Southern African Foundation for the Conservation of Coastal Birds.
In der Region Mitteldeutschland engagiert sich der Zoo für den Feldhamster. Der in der Agrarlandschaft stark Verdrängte soll in den nächsten Jahren wieder angesiedelt werden, dafür wurde im Zoo eine Zuchtstation aufgebaut.

## Anlagen und Gebäude
Mit der Realisierung des Konzeptes „Zoo der Zukunft“ wurde der Zoo nach einem Plan des Architekten Peter Rasbach in die folgenden sechs Themenwelten – geordnet nach dem Zoorundgang – aufgeteilt:
- Gründer-Garten
- Gondwanaland
- Asien
- Pongoland
- Afrika
- Südamerika

### Afrika

#### Löwensavanne „Makasi Simba“
(Eröffnung 2001)

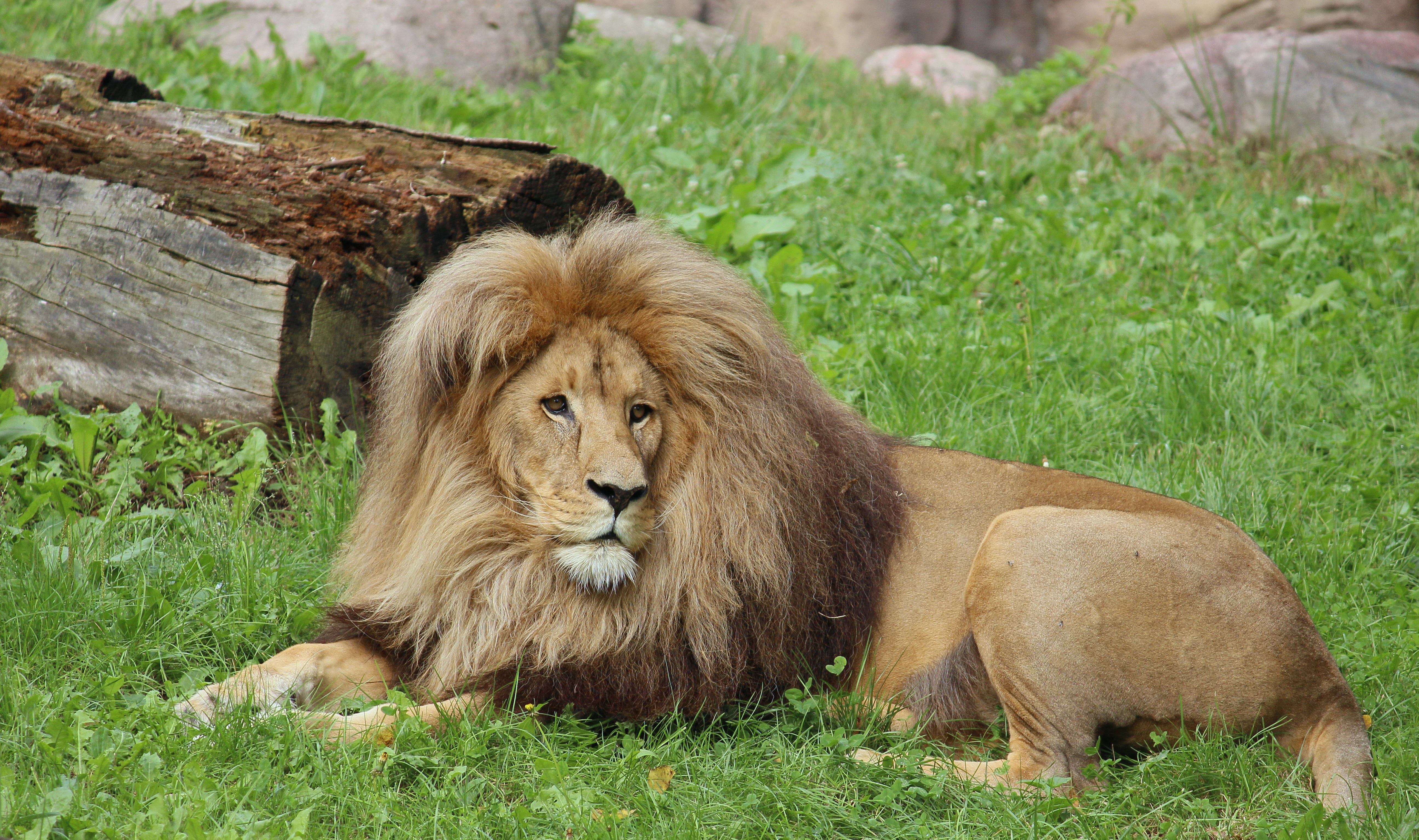
Angola-Löwe Matadi

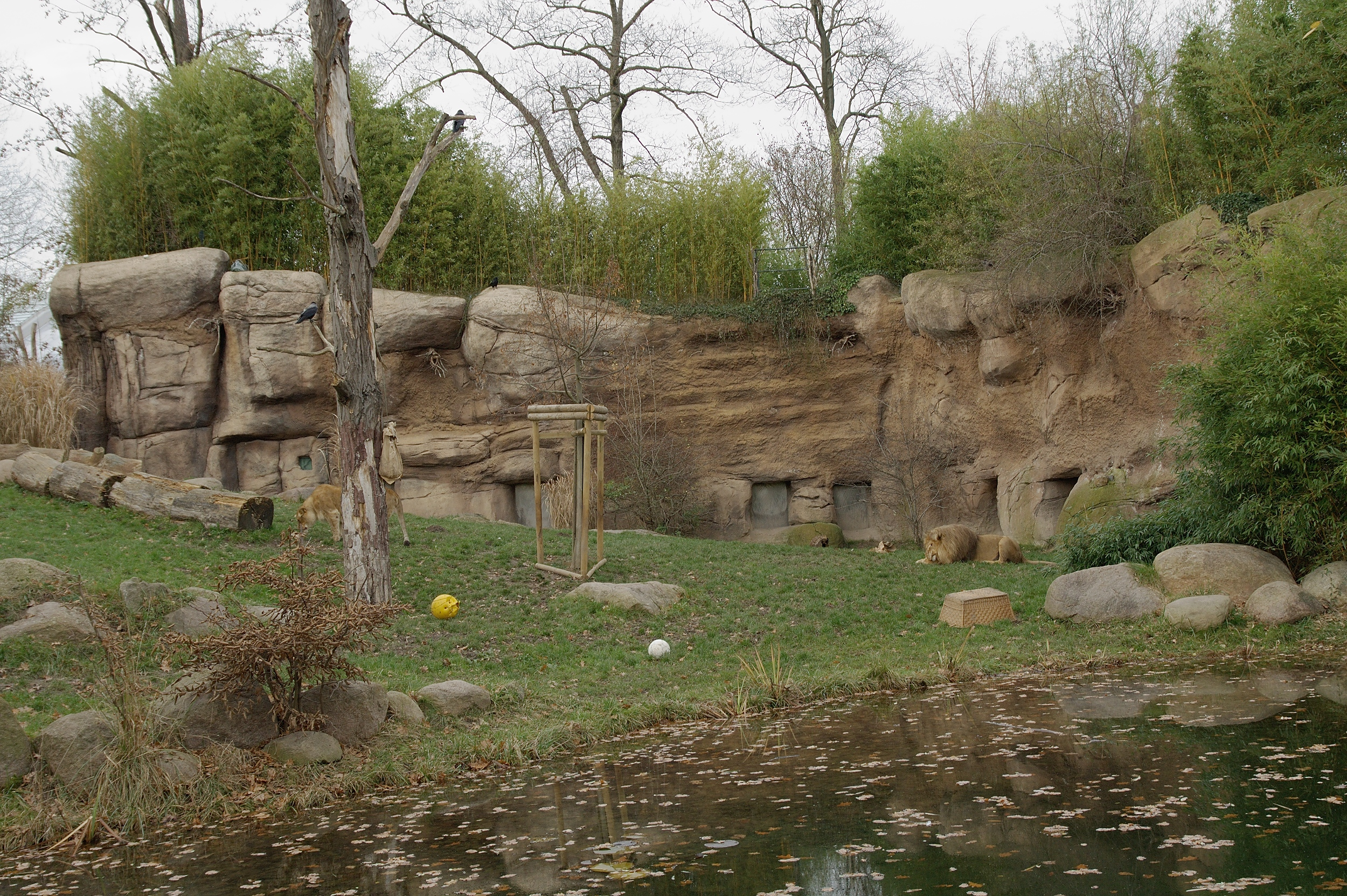
Die Savanne mit dem Angola-Löwen „Mati“ und der Löwin „Luena“

Makasi Simba (Simba = swahili für ‚Löwe‘) nimmt eine Fläche von etwa 1400 Quadratmetern ein, wobei den Tieren im Außenbereich 825 m² zur Verfügung stehen. Die durch Spenden finanzierte Löwensavanne wurde 2001 eröffnet.
2001 zogen drei Hybrid-Löwen, zwei Männchen und ein Weibchen, in die neu erbaute Anlage ein. Trotz langfristiger Gewöhnung der Männchen an das Weibchen am Sichtgitter tötete ein Männchen das Weibchen beim ersten Kontakt. Die Männchen wurden anschließend an einen anderen Zoo abgegeben. 2002 und 2003 erhielt der Zoo aus dem Zoo Lissabon insgesamt 3 junge Angola-Löwen. Eine Katze verstarb 2004 an einer akuten Leukämie. Da die verbliebene Katze ihre Jungtiere nicht annahm bzw. kurz nach der Geburt erneut rollig wurde, entschied man sich schließlich zur dauerhaften Kontrazeption. Nach dem Tod der Katze verließ der zurückgebliebene Kater den Zoo am 12. August 2016 in Richtung Jaderberg.
Am selben Abend zogen zwei jungen Etosha-Löwen aus der Zucht des Zoos Basel (* 28. Mai 2015 in Basel) im Löwenhaus ein. Am 29. September 2016 überwanden die beiden Löwen den Wassergraben und flohen aus ihrem Gehege. Während ein Kater wieder zurück in sein Gehege gedrängt werden konnte, wurde das zweite Tier nach einem fehlgeschlagenen Betäubungsversuch und Durchbruch der von Pflegern geschaffenen Barriere erschossen. Der Park war zum Zeitpunkt des Ausbruchs noch nicht geöffnet; es kam kein Mensch zu Schaden. Zur Gesellschaft für den allein zurückgebliebenen Tieres konnte bereits kurze Zeit später eine Katze (* 8. Mai 2014), welche ein Tier der Unterart kruegeri ist, aus dem Zoo im französischen Peaugres nach Leipzig geholt werden. Der erste Nachwuchs des Paares stellte sich im Winter 2019 ein.
Im Außenbereich befinden sich für die Raubkatzen beheizbare Liegeflächen. Durch eine Höhle, in der den Besucher auch Schwarze Nil-Stachelmäuse in einer Vitrine erwarten, können die Tiere im Innenbereich beobachtet werden. Das Haus verfügt über fünf Innenanlagen mit insgesamt 163 m² Fläche, wovon eine Anlage für den Besucher einsehbar ist.
In direkter Nachbarschaft der Löwensavanne entstand 2009 aus Spenden ein zusätzliches Warmhaus, das den Bewohnern der benachbarten Australienanlage und im Winter auch den Südlichen Hornraben als Quartier dient und in einigen Jahren Afrikanische Wildhunde beherbergen soll.

#### Kiwara-Savanne
(Eröffnung 2004)
Die Kiwara-Savanne (Kiwara = swahili für ‚Savanne‘) wurde einer afrikanischen Savannenlandschaft nachempfunden. Die im April 2004 eröffnete 25.000 m² große Anlage bildet den größten Teil des Afrika-Areals im Leipziger Zoo. Hier sind mitunter große Zuchtgruppen folgender Tierarten zu beobachten:
- Rothschildgiraffen
- Grevyzebras
- Säbelantilopen
- Weißnacken-Moorantilopen
- Thomson-Gazellen
- Südafrikanischer Blauhalsstrauße
- Zwergflamingos
- Marabus
- Graue Kronenkraniche
- Helmperlhühner

Im Jahr 2009 wurde der Tierbestand um Östliche Weißbartgnus aus dem Burgers’ Zoo in Arnheim erweitert. Da es zwischen den Gnus und den übrigen Savannenbewohnern zunehmend zu ernsthaften Auseinandersetzungen kam, wurde die Haltung Anfang März 2011 durch die Abgabe der Tiere wieder aufgegeben. Als Ersatz für die Weißbartgnus trafen im Sommer 2012 Weißnacken-Moorantilopen ein.

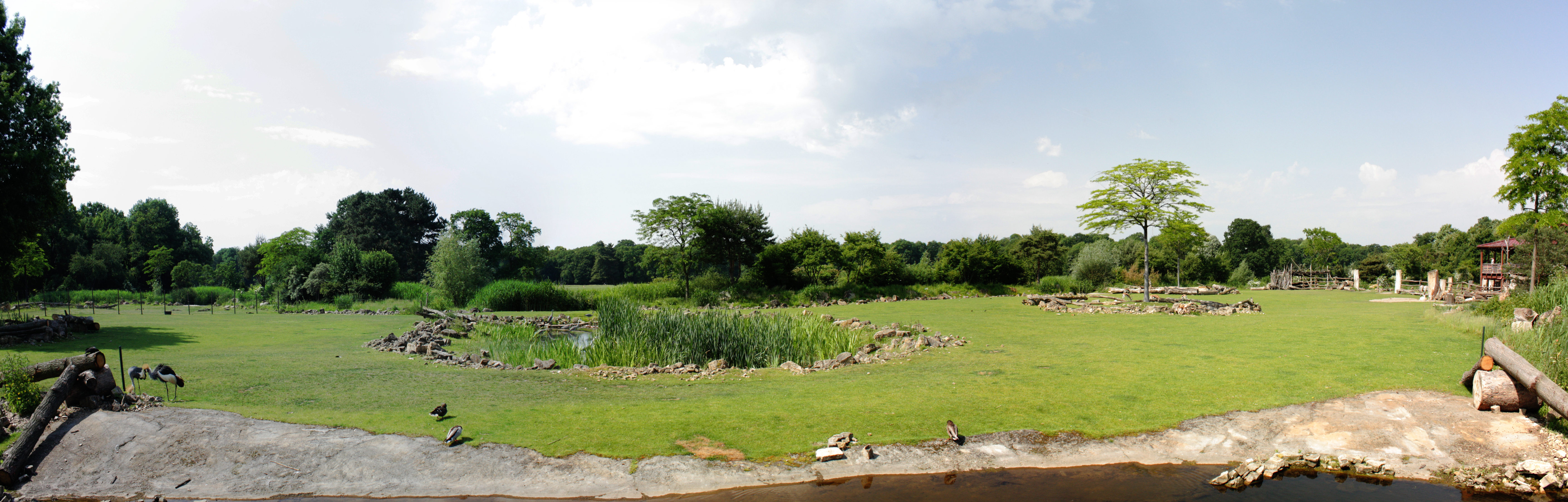
Panoramablick auf die Kiwara-Savanne

Die Tiere werden am sogenannten Zoo-Schaufenster präsentiert und sind somit auch vom Gelände außerhalb des Zoos zu sehen.
Während die Stallungen von Zebras, Antilopen, Gazellen, Straußen- und Stelzvögeln nicht einsehbar sind, wird dem Besucher die Möglichkeit geboten, sowohl einen Blick in die Flamingostallungen durch eine Glasscheibe zu werfen als auch die Giraffen in deren großzügiger Laufhalle hautnah zu beobachten. Im Besucherraum des Giraffenhauses werden in Kleinsäugeranlagen außerdem Fette Sandratten, Sambische Kleingraumulle und Kurzohrrüsselspringer gehalten.

#### Kiwara-Kopje
(Eröffnung 2015)
Nach 14 Monaten Bauzeit wurde die Kiwara-Kopje am 29. April 2015 eröffnet. Der Komplex beinhaltet fünf Anlagen für Spitzmaulnashörner mit einer Gesamtfläche von 6000 m², von denen drei für den Besucher einsehbar sind. Neben den Nashörnern bewohnen die Anlagen Südafrikanische Geparde und eine Gruppe Husarenaffen.
Im Revier lebt momentan (Stand 06/2020) ein Zuchttrio auf einem erwachsenen Ostafrikanischen Spitzmaulnashorn-Bullen und zwei erwachsenen Kühen, zusammen mit einem 2017 in Leipzig geborenen Jungbullen.
Die nördlichste Anlage grenzt direkt an die bestehende Savannenanlage. Hier besteht die Möglichkeit einer Vergesellschaftung der Nashörner mit den kleineren Huftierarten der Kiwara-Savanne, die Zugang zur Kiwara-Kopje erhalten. Die mittlere Anlage dient als Mutter-Kind-Anlage und wird ausschließlich von Nashörnern bewohnt, während sich auf der dritten Anlage eine Vergesellschaftung der Nashörner mit Südafrikanischen Geparden und einer Gruppe Husarenaffen im Aufbau befindet.
Neben einem modernen Warmhaus mit sieben Nashornboxen, Boxen für Geparde und Affen, einem neuen Futtertrakt und zwei rückwärtigen Umsperranlagen wurde auch eine 200 m² fassende Anlage für Südafrikanischen Stachelschweinen und Südlichen Zwergmangusten.
Der Besucher hat die Möglichkeit, die Tiere sowohl ebenerdig als auch erhöht auf einem Holzsteg zu beobachten. Ein Kletterpark für Kinder und zahlreiche Informationstafeln zum Arten- und Habitatschutz wurden ebenfalls integriert.
Dem Bau der Kiwara-Kopje mussten das alte Ponygestüt, einst Heimat der bekannten Shetland-Pony-Zucht des Zoos, sowie der 1934 errichtete Pavianfelsen weichen. Die Pavianhaltung im Zoo Leipzig wurde beendet. Außerdem waren ausgedehnte Rodungsarbeiten im Zoozentrum nötig.
Die Gesamtkosten für den Bau betrugen 7,3 Millionen Euro.

#### Hyänenkopje und Erdmännchenanlage
(Eröffnung 2004 und 2001)
Direkt an die Savanne schließt sich, lediglich durch einen Trockengraben getrennt, eine Anlage für Tüpfelhyänen an und ermöglicht dadurch die Illusion einer Gemeinschaftshaltung der Hyänen mit den übrigen Savannentieren. Mit annähernd 370 geborenen Tieren seit der Aufnahme der Zucht 1901 im Alten Raubtierhaus ist der Leipziger Zoo der erfolgreichste Züchter dieser Art weltweit.
Auf die neu entstandene Anlage zogen im Frühjahr 2004 ein junges Weibchen aus Amersfoort und ein Männchen aus Gelsenkirchen ein. Die Geschlechtsbestimmung bei Tüpfelhyänen bereitet nach wie vor gewisse Probleme. So reiste kurioserweise das Weibchen aus Amersfoort zunächst als Männchen, das Männchen als vermeintliches Weibchen aus dem Ruhr-Zoo Gelsenkirchen nach Leipzig. Als das potentielle Zuchtmännchen im Herbst 2004 Zwillinge zur Welt brachte, klärte sich die Situation zur allgemeinen Freude der Zoologen und Pfleger auf.
Seit der Wiederaufnahme der Tüpfelhyänenhaltung 2004 – nach 18 Jahren Unterbrechung – wurden in einem Einlings-, sieben Zwillings- und zwei Drillingswürfen 21 Jungtiere geboren, von denen 17 gesund heranwuchsen (Stand Februar 2016). Bereits seit Sommer 2013 züchten die Tüpfelhyänen in Leipzig in zweiter Generation.
Die Hyänenanlage wurde 2015 im Zuge der Eröffnung der Kiwara-Kopje um eine zusätzliche zweite Freianlage erweitert.
Bereits im November 2001, noch vor dem Baubeginn der Kiwara-Savanne, entstand zwischen der neuen Löwenanlage und den alten Rosentalfreianlagen für Huftiere eine Anlage für Erdmännchen, die zweite in der Geschichte des Leipziger Zoos. Die erste Anlage, 1998 neben dem Schmuckhof des Dickhäuterhauses errichtet, musste den Bauarbeiten zur Erweiterung der Elefantenanlage weichen. Die jetzige etwa 30 m² messende Anlage mit verstecktem Warmhaus, beheizten künstlichen Termitenhügeln und ausgedehntem Höhlensystem, dient einer kleinen Zuchtgruppe der agilen Schleichkatzen als Unterkunft und erfreut sich vor allem bei den jüngeren Besuchern größter Beliebtheit.

#### Okapi-Wald
(Eröffnung 2005)

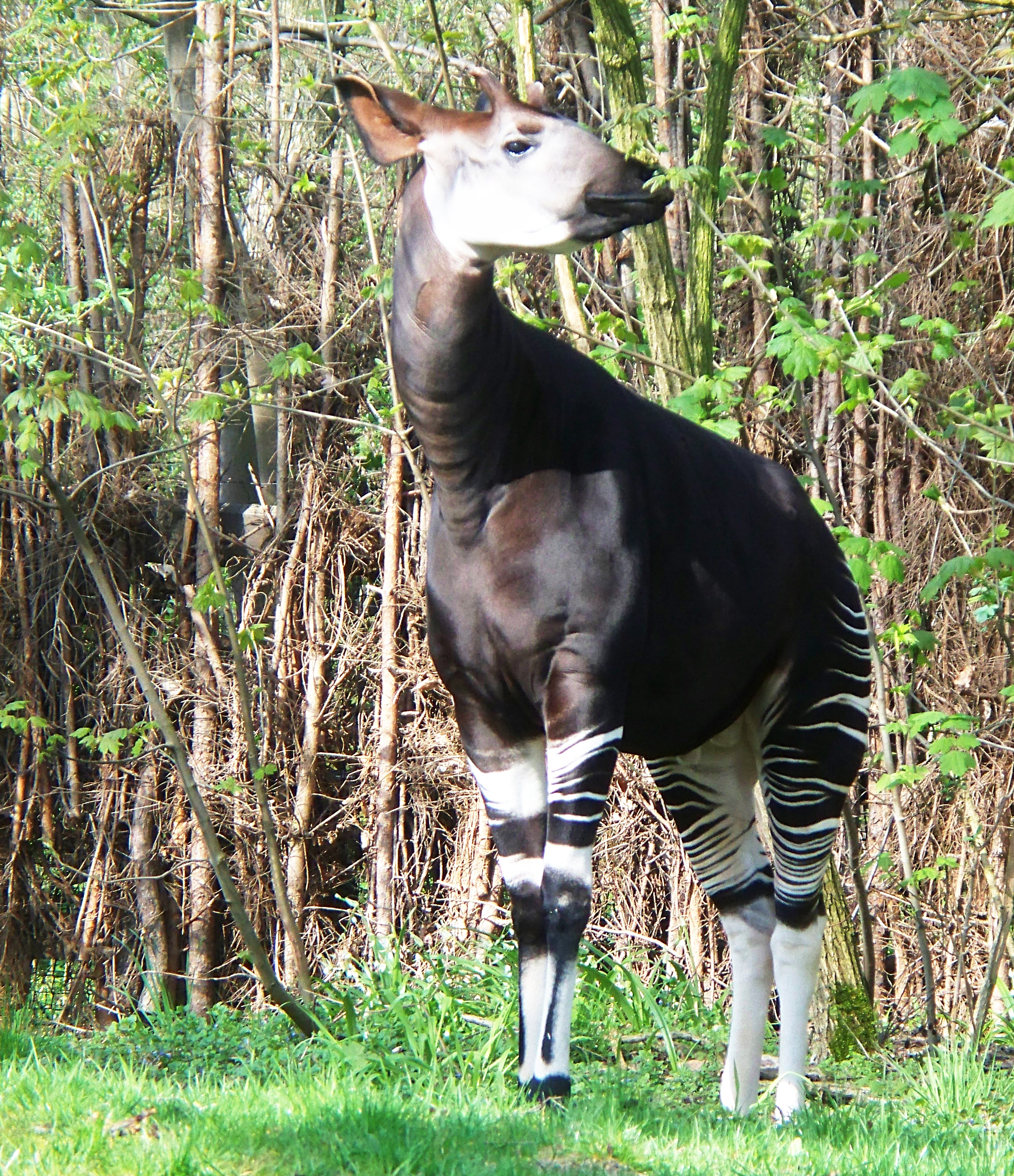
Okapi im Okapi-Wald

Das Okapigehege wurde 2005 in kürzester Zeit neben der Kiwara-Savanne errichtet, da der Zoo überraschend die Option auf die Haltung eines Okapibullen erhalten hatte. Im Oktober 2005 – 37 Jahre nach dem Tod des letzten Leipziger Okapis – kam ein bereits 18-jähriger Bulle aus dem Wuppertaler Zoo nach Leipzig. Das Tier, welches aus seinen früheren Haltungen mit stark gestörten Fraßgewohnheiten eingetroffen war, verstarb im Dezember 2006 nach einer Hufbehandlung.
Seit März 2007 lebt ein ursprünglich aus dem Tiergarten Blijdorp in Rotterdam stammender Okapi-Bulle im Gehege. Da das Warmhaus auf die Unterbringung von zwei Paaren mit Nachwuchs ausgelegt ist, wurde der Komplex Anfang 2008 um eine zweite Außenanlage im Auwald erweitert, die den Tieren ein Leben in einem naturbelassenen Waldstück mit Büschen, hohem Gras und Schatten ermöglicht. Seit 2014 sind im Zoo drei Okapikälber erfolgreich aufgezogen worden.

#### Weitere Anlagen

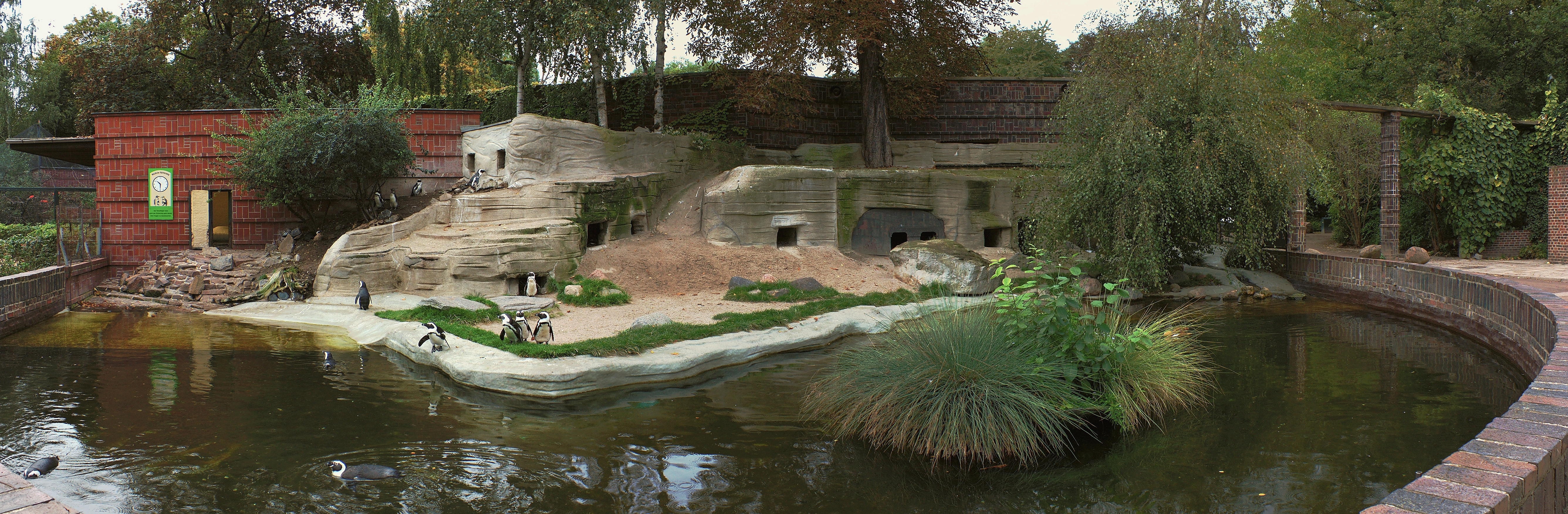
Anlage der Brillenpinguine

Asiatisches Waldgehege, besetzt mit Weißnackenkranichen, Mandschurenkranichen, Burma-Leier-Hirschen und Moschustieren
- Afrikanische Streichelkrale mit Kamerunschafen am Urwalddorf des Pongolandes (Eröffnung 2001) und im Kiwara-Dorf zusätzlich mit Damaraziegen (Eröffnung 2015)
- Anlagen für Südafrikanische Seebären (Eröffnung 1998)

### Asien

#### Lippenbärenschlucht
(Eröffnung 2002)

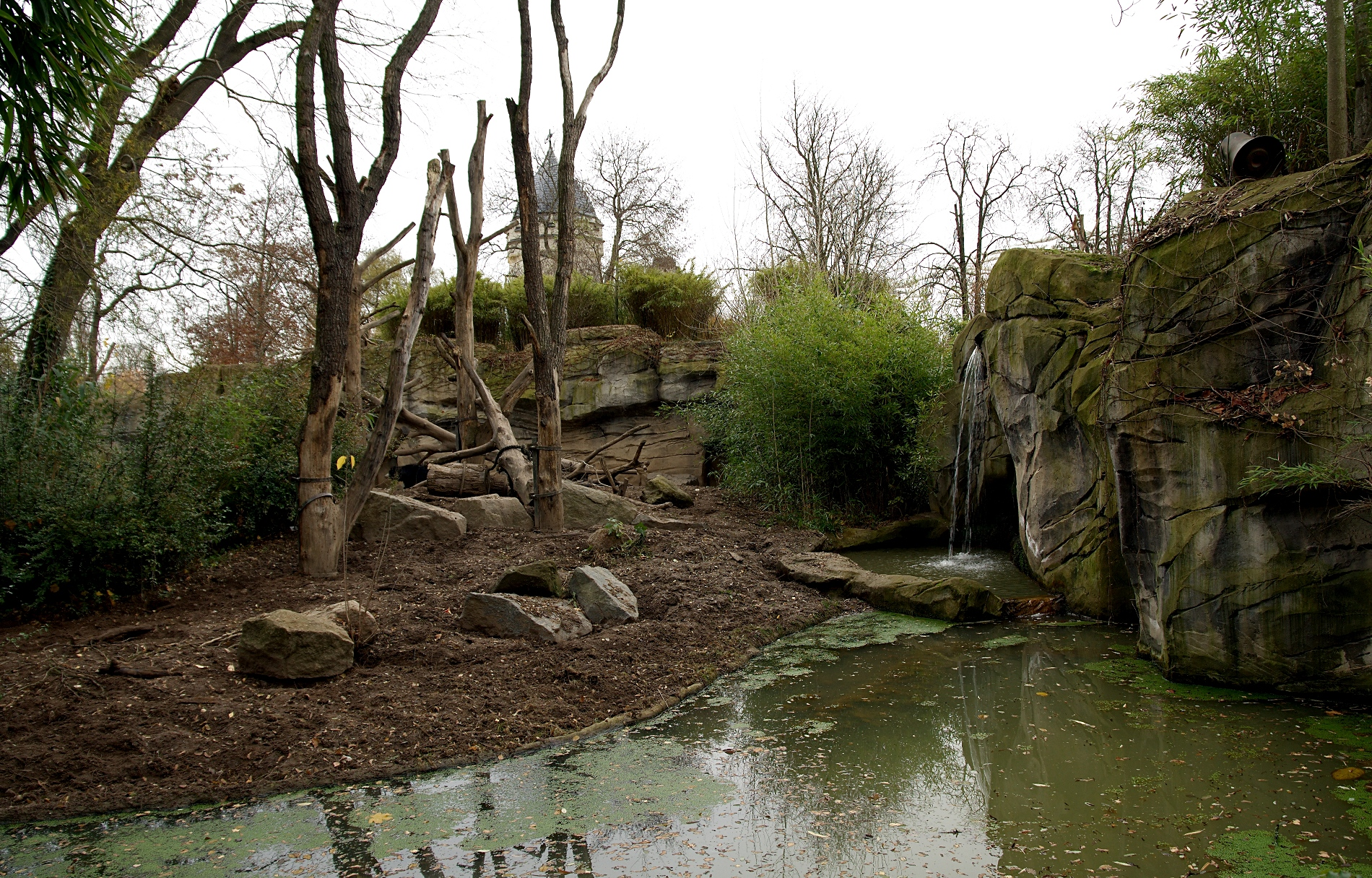
Linke Außenanlage

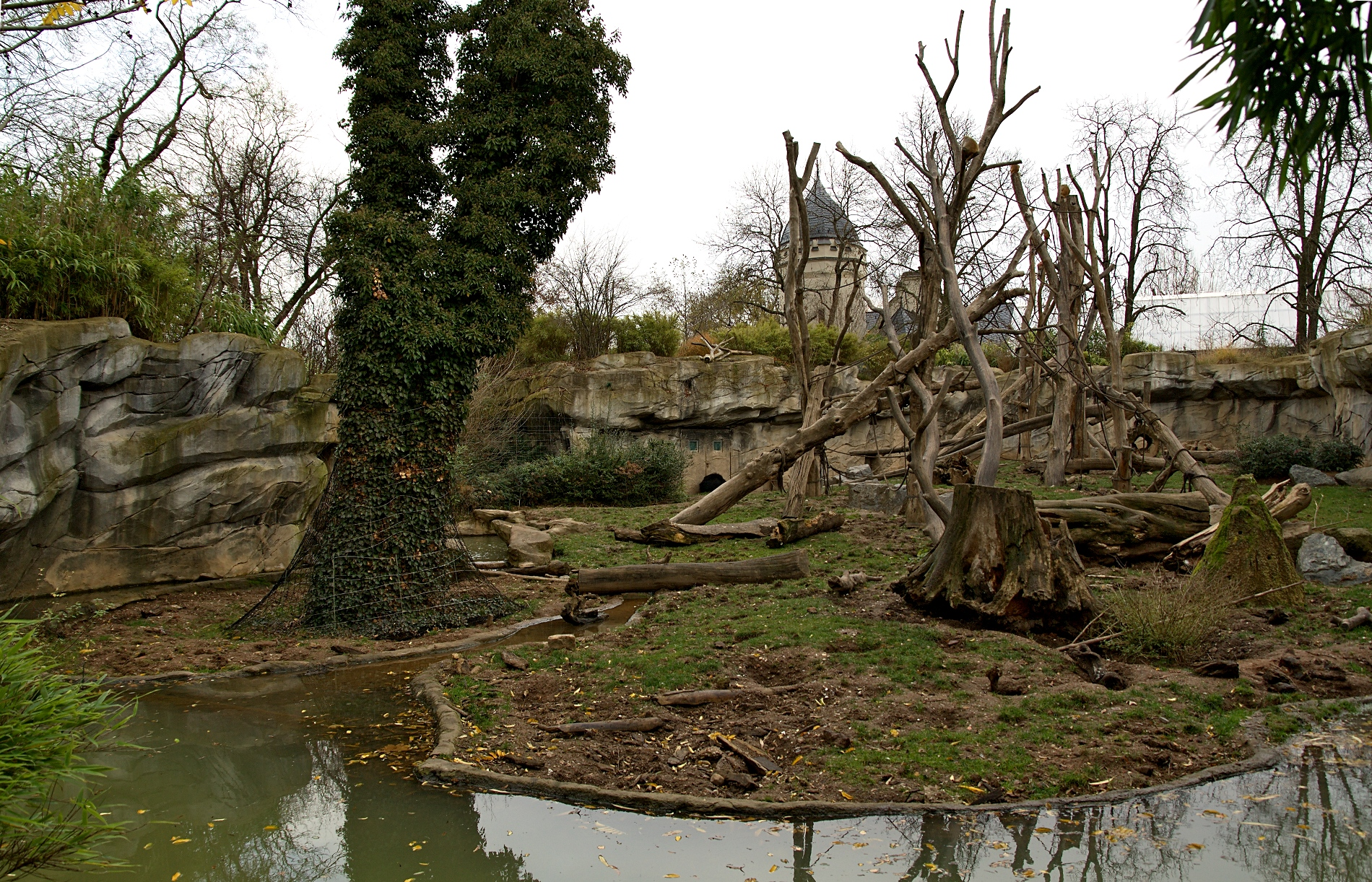
Rechte Außenanlage

Erbaut wurde die Lippenbärenschlucht 2001/2002 am Standort der alten Gibbonanlage im Staudengarten. Die Eröffnung fand am 1. Mai 2002 statt. Die Bauzeit betrug zehn Monate. Zu finden ist die Schlucht direkt in der Nähe des Zoo-Eingangs in unmittelbarer Nachbarschaft zum Aquarium. Die Lippenbären sind auf einer der drei Außenanlagen mit Rhesusaffen vergesellschaftet. Die Gehege sind weitläufig und naturnah gestaltet. Beobachtungsmöglichkeiten bestehen über Wassergräben, Felsspalten und in einer Höhle, in der über einen Monitor stets eine Aufzeichnung aus der Mutterstube zu sehen ist. Die Rhesusaffen sind gelegentlich auch außerhalb des Geheges zu beobachten, da sie, trotz vielfacher Maßnahmen, immer wieder Möglichkeiten finden, aus der Anlage auszubrechen.
Der Leipziger Zoo hält seit 1960 ununterbrochen Indische Lippenbären. Im Jahre 1963 gelang dem Zoo die europäische Erstzucht dieser Art und mittlerweile ist der Leipziger Zoo der erfolgreichste Züchter dieser gefährdeten Großbärenart weltweit und züchtet bereits in 3. Generation. Außerhalb des Leipziger Zoos gelangen in den letzten Jahren nur dem Zoologischen Garten Berlin vereinzelte Nachzuchten. Leipziger Nachzuchten leben in den Zoos von Singapur, Berlin, Rheine, Chemnitz, Hilvarenbeek (Niederlande) und Nikolajew (Ukraine). Die letzte Nachzucht mit Zoonachzuchten aus Indien, deren Import langfristige Vereinbarungen zwischen dem Zoo und der indischen Regierung vorausgegangen waren, stellte sich im Dezember 2019 ein.
Die Lippenbärenschlucht – bestehend aus einem Warmhaus, das für die Haltung von bis zu zehn Bären ausgelegt ist (143 m² Käfigfläche) und drei Freianlagen (insgesamt 1275 m² nutzbare Fläche), von denen zwei für den Besucher einsehbar sind – wird derzeit von sechs Lippenbären bewohnt.

#### Elefantenfreianlage und Bullenstall
(Eröffnung 2002)
Als Vorbereitung auf die Geburt des ersten Elefantenjungtieres im Zoo nach 66 Jahren Zuchtpause wurde im Jahr 2001 der erste Bauabschnitt zum Elefantentempel „Ganesha Mandir“ vorgezogen. Als eigenständige Baumaßnahme wurde ein separater Bullenstall bestehend aus drei Boxen mit Freianlage errichtet. Die Bullenanlage ist für Besucher nicht einsehbar.

#### ElefantentempelGanesha Mandir
(Eröffnung 2006)

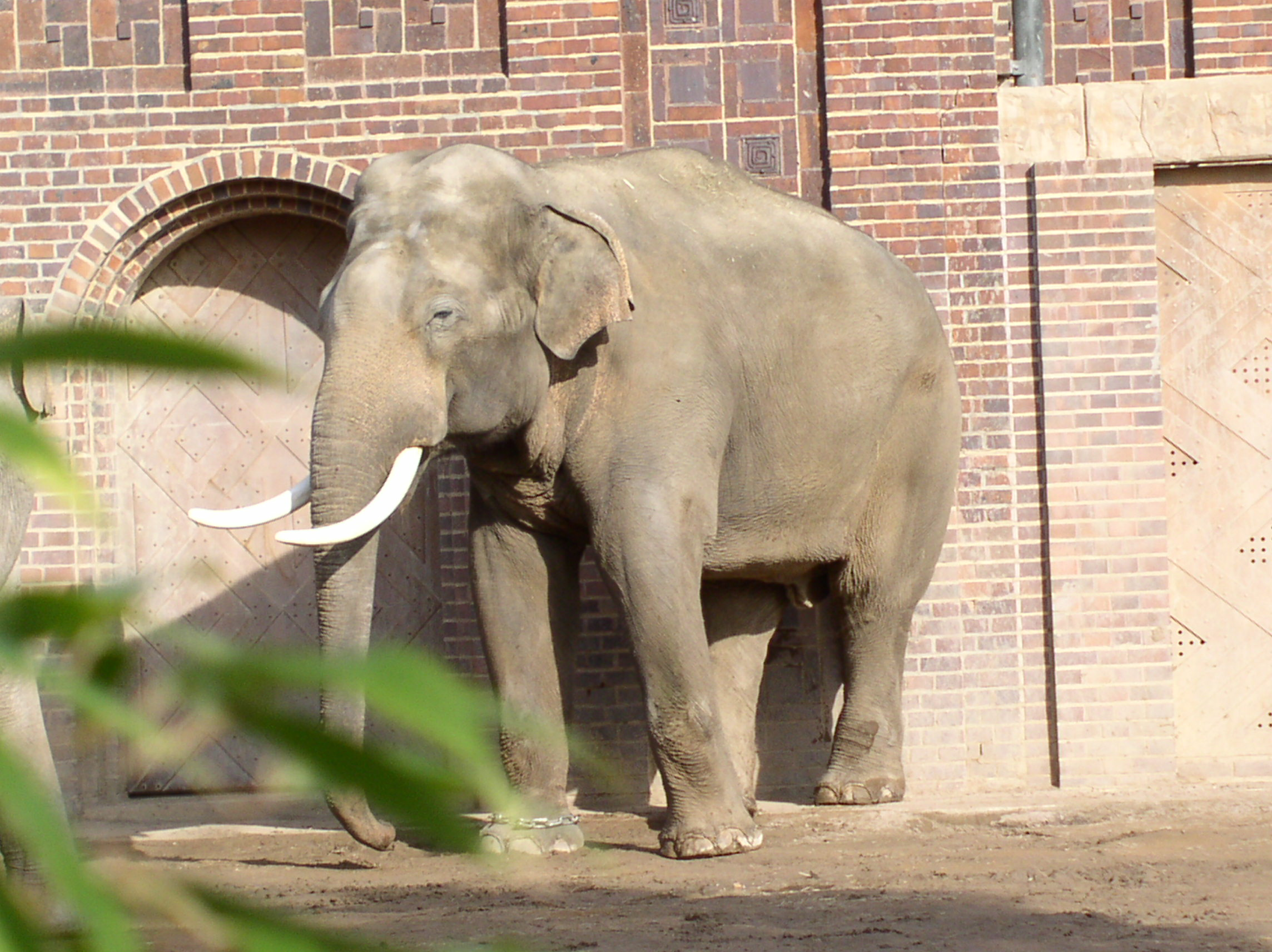
Elefantenbulle „Mekong“ vor dem Elefantenhaus

Der Zoo Leipzig hält seit 1921 ohne Unterbrechungen Asiatische Elefanten. Im alten Haus wurde zum ersten Mal in der Zoogeschichte eine Elefantenhaltung ohne Gitter praktiziert. Die Abgrenzung bestand aus einem Graben, der allerdings die Ankettung der Elefanten verlangte. Dies konnte später durch Einbau von Schaukelseilen beendet werden. Neben Asiatischen Elefanten, Afrikanischen Steppenelefanten und Flusspferden, die 2005 dem Ausbau des Hauses weichen mussten, lebten auch Tapire, Hirscheber und Zwergflusspferde im Haus.
Die Anlage des heutigen Elefantentempels Ganesha Mandir (Ganesha = elefantenköpfige Hindu-Gottheit; Mandir = Tempel im Hinduismus) wurde 1926 im typischen Klinkerstil erbaut, allerdings aus Geldmangel nie plangerecht fertiggestellt. Nach aufwändigem Umbau, Erweiterung und kompletter Sanierung wurde sie im Jahr 2006 eröffnet. Dabei wurde das eigentliche Elefantenhaus planmäßig fertiggestellt, auf einen in den Ursprungsplänen vorgesehenen Trakt für Nashörner aber verzichtet. Die neue Anlage, die aus vier abtrennbaren Freibereichen und dem Haus besteht, hat eine Gesamtfläche von 7500 m². Im Innenschaubereich befinden sich ein Wasserbecken und eine Lauffläche von 500 m² mit Sandboden sowie mehrere rückwärtige Boxen. Im Keller des Hauses können die Elefanten durch Glasscheiben unter Wasser beim Baden beobachtet werden. Daneben entstand eine große Freianlage in Form eines verfallenen Tempelhofes. Einsicht in drei Freianlagen besteht durch zwei stilechte asiatische Pagoden.
Im Rahmen der Umbauarbeiten entstand im Untergeschoss des Hauses eine Nachttieranlage, die seit 2009 mit Formosa-Ohrenschuppentieren besetzt ist. Im Zoo werden die derzeit einzigen außerhalb Asiens lebenden Chinesischen Schuppentiere gehalten. Am 18. April 2008 zog nach einer viermonatigen Quarantäne hinter den Kulissen des Hauses in das ehemals für Riesenhörnchen konzipierte Gehege im Keller des Elefantenhauses ein Männchen ein, das als Geschenk aus Taipeh gekommen war. Am 1. September 2009 traf ein etwa 15 Monate altes Weibchen in Begleitung eines Pflegers, eines Kurators und eines Tierarztes in Leipzig ein. Nach einer dreimonatigen Quarantäne ist das Paar seit Dezember 2009 für die Besucher zu sehen. Trotz intensiver Bemühungen stellte sich bei dem gut miteinander harmonierenden Paar bislang kein Nachwuchs ein. In Anbetracht der prekären Lage der Art im Verbreitungsgebiet, ausgelöst durch die hohe Nachfrage nach Schuppentierprodukten für die traditionelle chinesische Medizin, importierte der Zoo Leipzig im Jahr 2016 ein weiteres, aus dem Wildtierhandel beschlagnahmtes Paar aus dem Zoo Taipeh, um die Chancen auf eine Erhaltungszucht und den Aufbau einer Reservepopulation in zoologischen Gärten zu erhöhen.

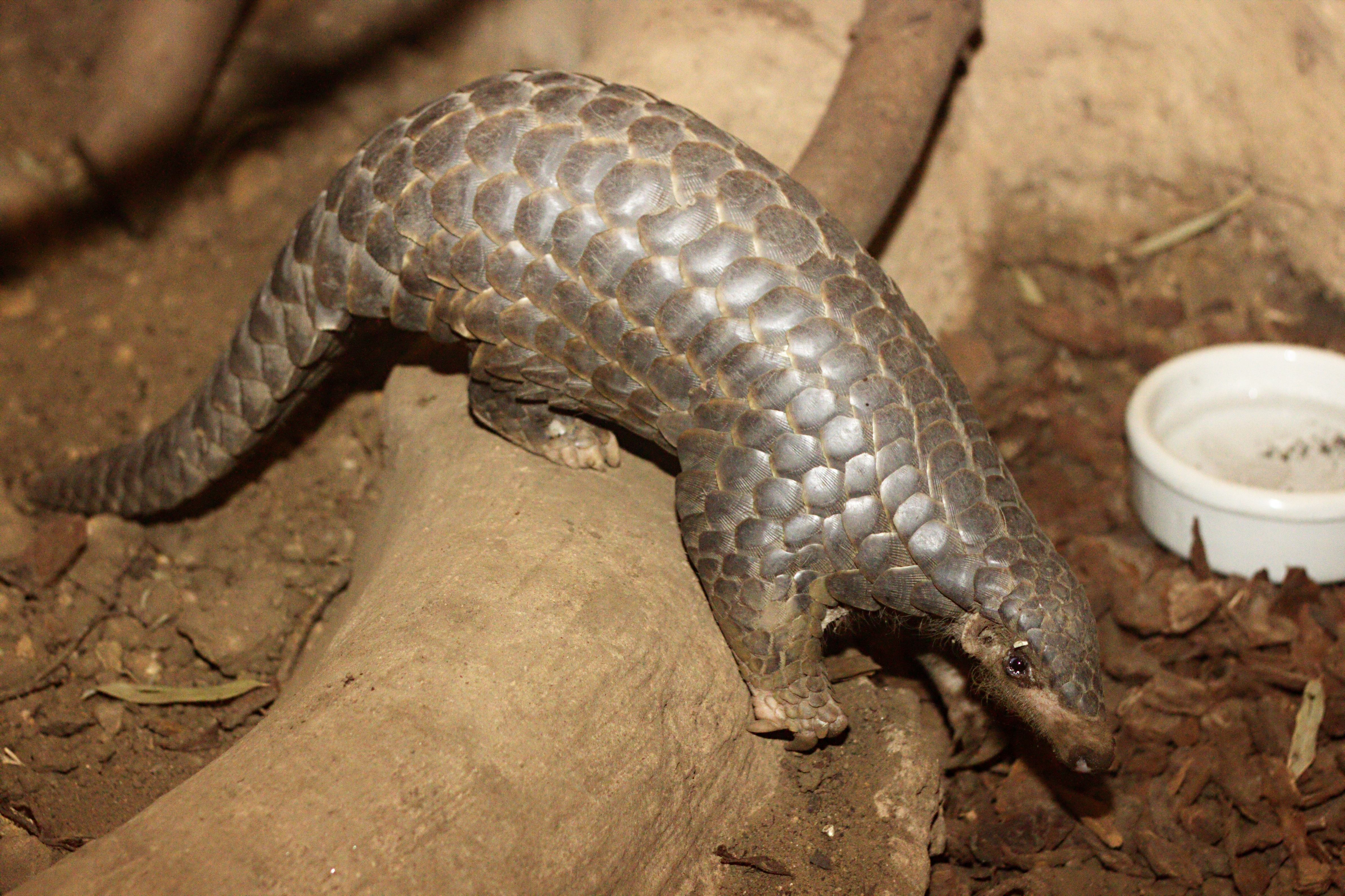
Tou Feng

Das Treppenhaus zwischen Unter- und Erdgeschoss beherbergt mehrere Volieren mit Balistaren, Frühlingstauben und Südlichen Kugelgürteltieren. Im Keller besteht die Möglichkeit, zwei Arten verschiedener Kontinente, nämlich Schuppentier und Gürteltier, aber ähnlicher Anpassung zu vergleichen.

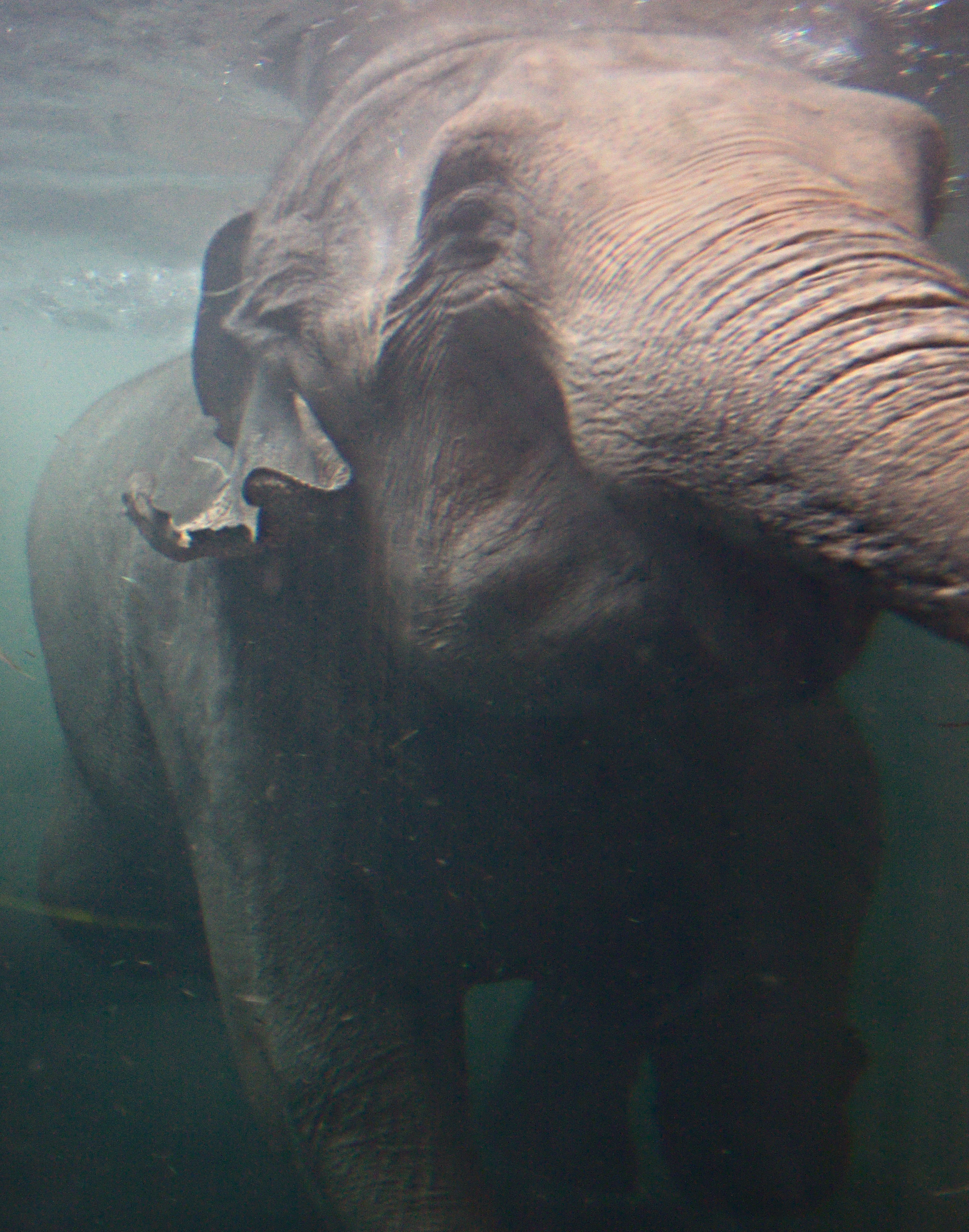
Elefantenkuh „Trinh“ beim Baden

Zurzeit (Stand 03/ 2024) leben zwei Elefantenbullen und fünf Kühe mit 4 Elefantenjungtieren (1 Bulle, 3 Kühe) im Leipziger Zoo.

#### Tiger-Taiga
(Eröffnung 2003)

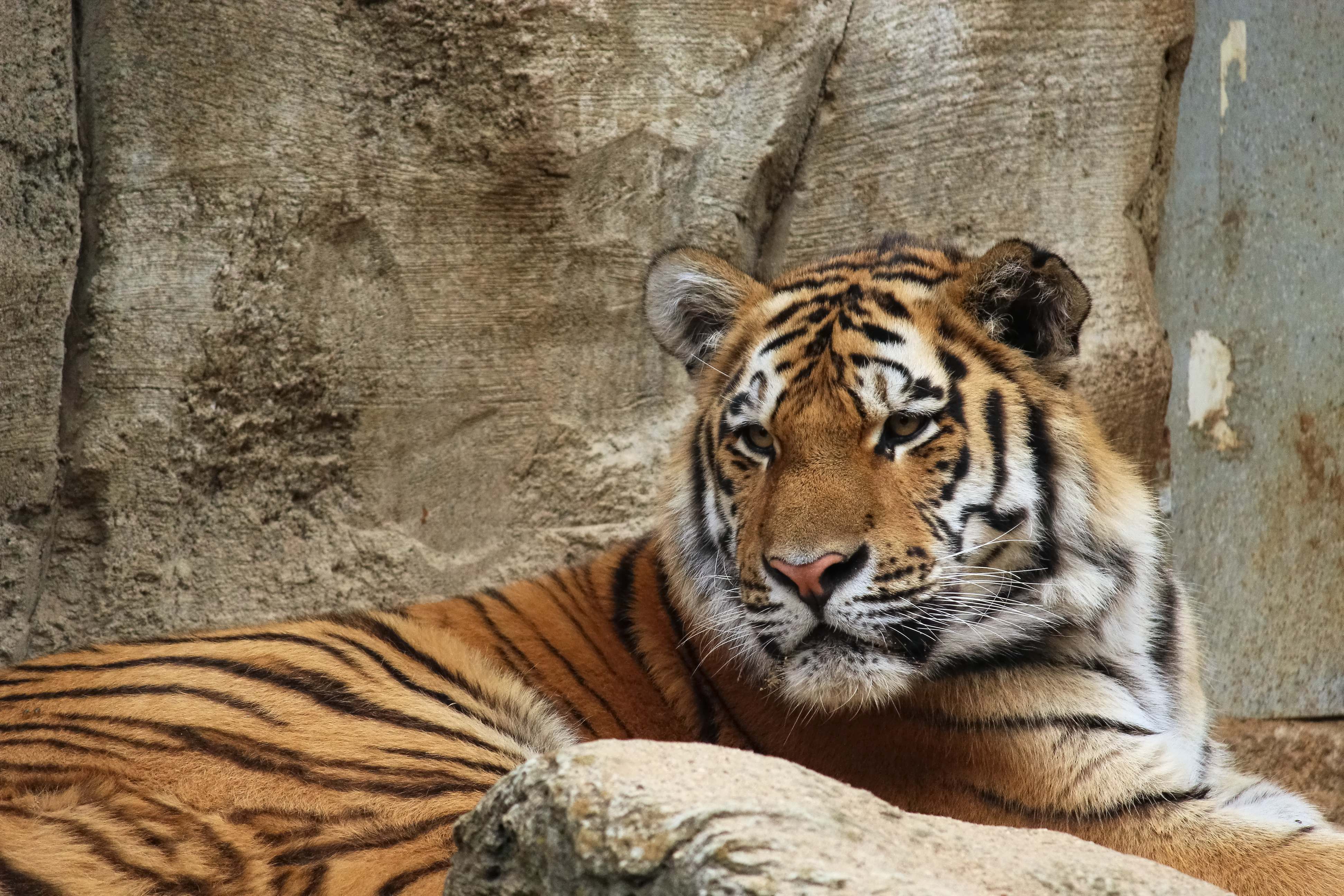
Junger Amurtiger (Ivo), geboren am 20. Juli 2012

Die Tiger-Taiga (Taiga = borealer Nadelwald Nordeurasiens) ist die Anlage für Amurtiger. Sie besteht aus zwei Freianlagen mit einer Gesamtfläche von etwa 1200 Quadratmetern und umfasst auch das historische Große Hirschhaus, das einer neuen Nutzung als Informationsort zum Artenschutz und Tierhaus für Chinesische Baumstreifenhörnchen sowie Eurasische Zwergmäuse zugeführt wurde. Im nicht einsehbaren Bereich befinden sich vier jeweils 100 m² große Rückzugskäfige mit Nachtboxen. Die Anlagen sind dem Lebensraum der im Amur-Ussuri-Gebiet vorkommenden Tiger nachempfunden.
Zurzeit (Stand 03/2024) lebt im Leipziger Zoo eine Katze, mit der perspektivisch gezüchtete werden soll.

#### Leoparden-Tal
(Eröffnung 2014)
In direkter Nachbarschaft zur Tiger-Taiga eröffnete der Zoo am 21. März 2014 einen neuen Anlagenkomplex für die vom Aussterben bedrohten Amurleoparden, das Leoparden-Tal.
Der Leipziger Zoo blickt auf eine lange Tradition in der Leopardenhaltung und -zucht zurück. Seit dem Beginn der systematischen Aufzeichnungen im Jahr 1899 wurden im Zoo 97 Chinesische Leoparden, 35 Amurleoparden, 16 Nordpersische Leoparden, ein Java-Leopard sowie 164 Leoparden ohne Unterartenstatus – vorrangig sogenannte schwarze Panther – geboren. 1973 gelang in Leipzig – damals noch im Neuen Raubtierhaus – weltweit erstmals in einem Zoo die erfolgreiche Aufzucht eines reinrassigen Amurleoparden. An die großen Erfolge der 1970er- und 1980er-Jahre konnte der Zoo mit einzelnen Zuchterfolgen Mitte der 1990er-Jahre und 2010 bislang nicht anknüpfen.
Anfang Januar 2014 zogen die Amurleoparden von der Tigerfarm in die neue Anlage um. Dort stehen den Tieren eine nicht einsehbare Umsperranlage sowie sechs Boxen inklusive Mutterbox zur Verfügung. Die Außenanlagen sind mit einem filigranen Drahtnetz überspannt und in Gestaltung und Bepflanzung dem Lebensraum der Katzen nachempfunden.
Der Besucher hat die Möglichkeit, die Tiere durch Glasscheiben und durch Harfengitter aus einer Holzhütte heraus zu beobachten. In dieser wird dem Besucher das Verhalten, die prekäre Lage der gerade einmal 30 wildlebenden Tiere, die unternommenen Bemühungen zum Schutz vor Ort und zum Erhalt in zoologischen Gärten veranschaulicht.
Zwischen Besucherhütte und Besucherwegen wurde eine Voliere eingerichtet, die aktuell mit Habichtskäuzen besetzt ist.

#### Himalaya-Anlage
(Eröffnung 2017)
Am 1. August 2017 wurde auf dem Gebiet der ehemaligen Raubtierfreianlagen die Himalaya-Hochgebirgslandschaft eröffnet. Diese beinhaltet neben neuen Gebirgsanlagen auch den sanierten Großen Flugkäfig aus den 30er Jahren des 20. Jahrhunderts.
Zurzeit sind im Himalaya-Komplex zwei Schneeleoparden, ein Nepalesischer Roter Panda, ein Paar Ostchinesische Schopfhirsche untergebracht und in der großen ebenfalls modernisierten Flugvoliere lebt eine Gruppe Westliche Gänsegeier und Waldrappen.
Der Zuschauer hat die Möglichkeit, die Tiere sowohl auf flacher Ebene zu sehen, wobei er von den Tieren durch ein Netz getrennt ist, als auch erhöht aus Höhlen und Hütten heraus.

#### Asiatische Freiflugvoliere
(Eröffnung 2005)
Die 1928 errichtete kleinere von zwei Freiflugvolieren, ursprünglich als Voliere für Seevögel genutzt, wurde 2005 generalsaniert und denkmalgerecht wiederhergestellt.
Die hier lebenden asiatischen Vogelarten haben einen rückwärtigen Überwinterungsraum. Die Besucher können die Voliere betreten und die Tiere aus einem Unterstand heraus beobachten. Die Anlage ist in Form asiatischer Reisterrassen gestaltet.
Hier werden zurzeit folgende Vogelarten gehalten:
- Nachtreiher
- Schwarzkopfibisse
- Himalaya-Glanzfasane
- Asiatische Wollhalsstörche

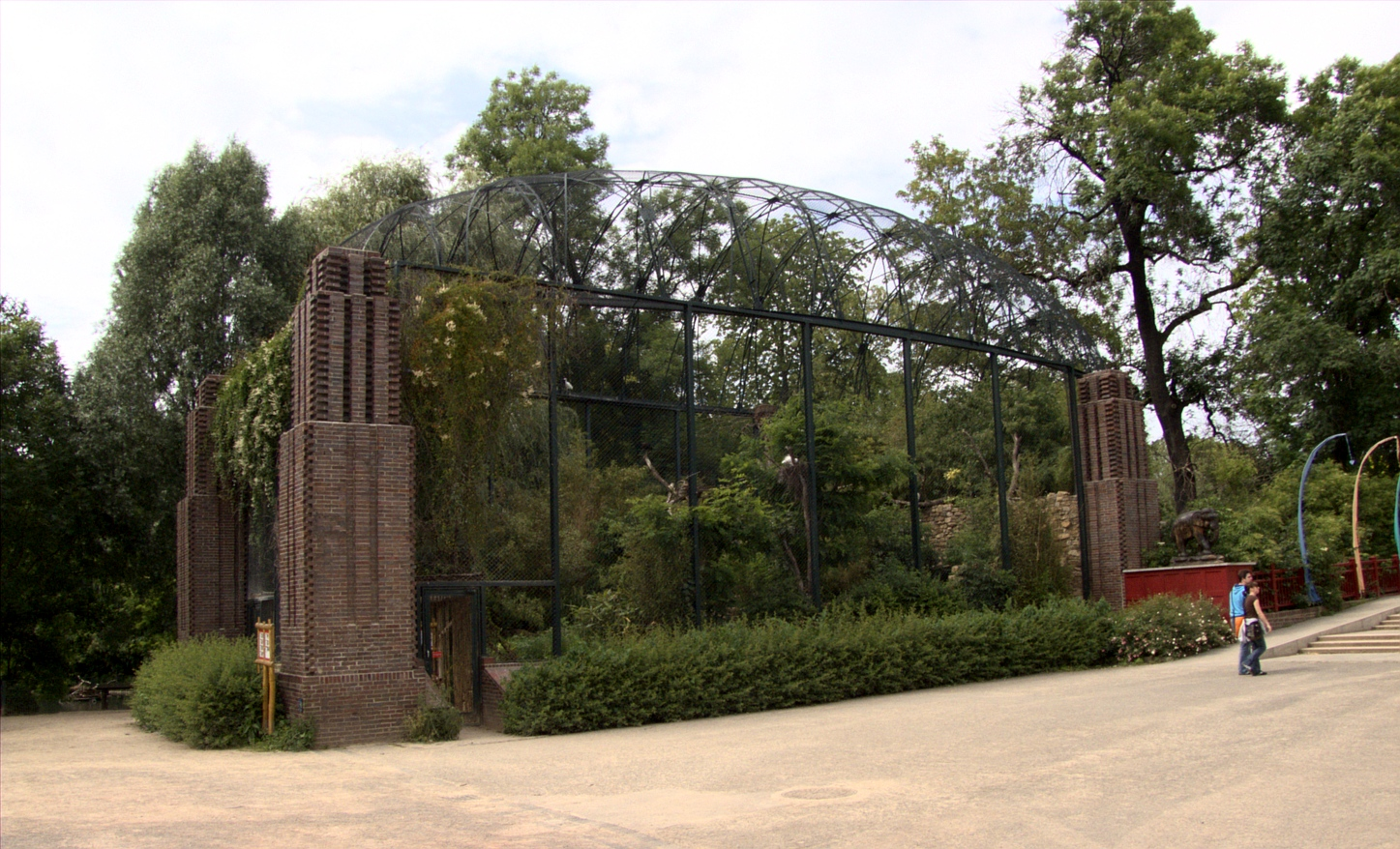
Außenansicht des Kleinen Flugkäfigs
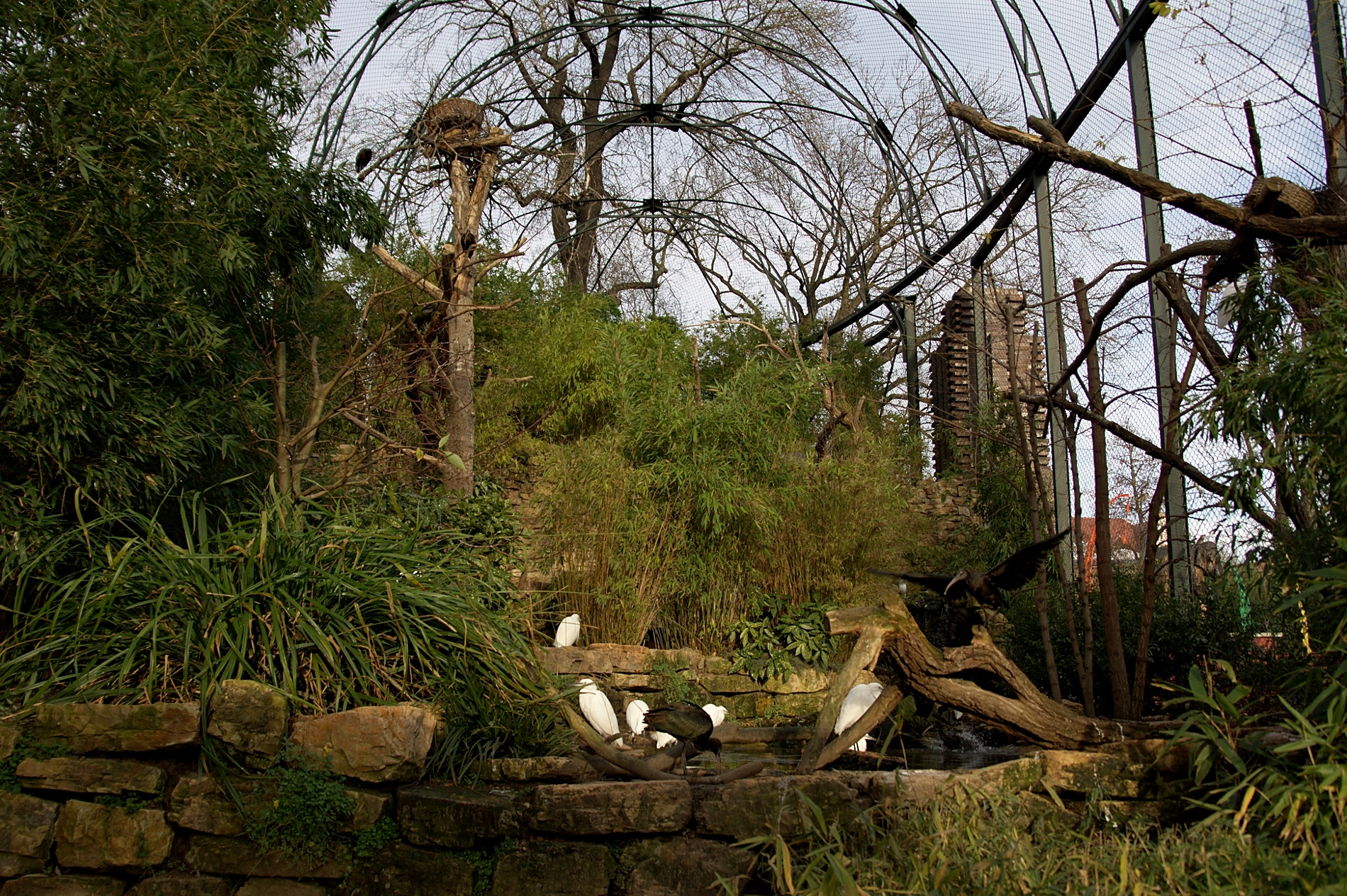
Innenansicht mit Seidenreihern und Braunen Sichlern

#### Weitere Anlagen
- Kleines Hirschhaus (erbaut 1908 für kleinere Hirscharten) als Unterkunft für Anoas und Visayas-Pustelschweine.
- Anlage für Przewalski-Pferde auf der ehemaligen Nashorn-Savanne (seit 2017)

### Südamerika
Der Kontinent Südamerika ist der letzte auf dem Weg zum „Zoo der Zukunft“. Die Tieranlagen werden von 2015 bis voraussichtlich 2022 errichtet.

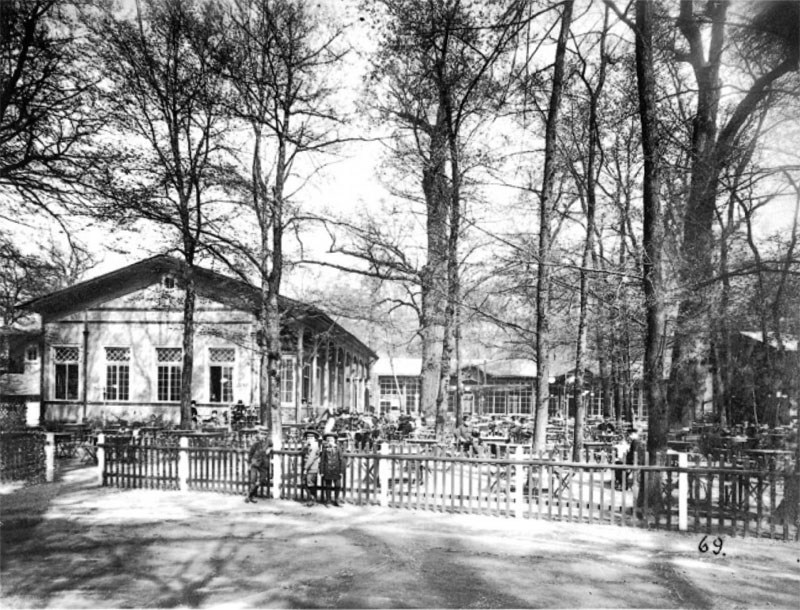
Café „Schweizerhäuschen“ um 1885

Das erste Projekt des Südamerika-Bereiches war die Einrichtung der „Hacienda Las Casas“, einer Gastronomie in südamerikanischer Atmosphäre im ehemaligen Schweizerhäuschen. Das 1824 von Georg Kintschy am Gohliser Weg schon vor der Eröffnung des Tierparkes errichtete Café „Schweizerhäuschen“ wurde 1927 in den Zoo einbezogen. Das einzige erhaltene Leipziger Ausflugslokal aus der Zeit des Biedermeiers war das älteste Gebäude des Zoos, wurde jedoch aufgrund seines desolaten Zustandes 2001 abgetragen und unter Verwendung historischer Details von Adalbert Haberbeck originalgetreu wieder aufgebaut. Seit 1969 befand sich in diesem Gebäude die Zooschule.

#### Pantanal, Pampa und Patagonien
(Eröffnung 2018)
Am 17. Mai 2018 wurden die neu entstandenen Anlagen, basierend auf den südamerikanischen Landschaften Pantanal, Pampa und Patagonien, für die Besucher freigegeben. Auf einer Fläche von etwa 15.500 m² entstanden Anlagen für die folgenden Tierarten:
- Capybaras
- Große Maras
- Südpudus
- Große Ameisenbären
- Mähnenwölfe
- Chaco-Pekaris
- Weißrüssel-Nasenbären
- Darwinnandus
- Guanakos

Der Besucher durchquert die drei Landschaften über einen langen Holzsteg und kann sowohl links als auch rechts die Tiere beobachten. Das bereits existierende Restaurant Hacienda las Casas erhielt eine neue Terrasse, die den Blick auf die Capybaras und Maras erlaubt.
Komplettiert wird der Bereich durch Gehege für die auch in Deutschland als Haustiere gehaltenen Lamas und Hausmeerschweinchen. Bis zum Jahr 2022 wird die Themenwelt durch Anlagen und Volieren, basierend auf der Region Feuerland, komplettiert. Neben Kalifornischen Seelöwen und Humboldt-Pinguinen werden auch weitere südamerikanische Küstenvögel zu sehen sein.

#### Ausgangsbereich und Flamingolagune
(Eröffnung 2014)
Angesichts des steigenden Besucheraufkommens traf der Zoo die Entscheidung, den Eingangs- vom Ausgangsbereich zu trennen. Zu diesem Zweck wurde am 18. Juli 2014 auf der linken Partheseite, gegenüber dem historischen Eingangsbereich, ein neuer Ausgangsbereich im Stil eines südamerikanischen Marktplatzes eröffnet. Im Neubau sind neben einem größeren Zooshop mit 460 m² Fläche auch Verwaltungsflächen und sanitäre Einrichtungen untergebracht. Eine neue Parthebrücke führt die den Zoo verlassenden Besucher zukünftig vom Neubau auf den vergrößerten Zoovorplatz.
Als erster größerer Neubau im Zooteil ‚Südamerika‘ umgibt der neue Ausgangsbereich eine mit filigranem Drahtnetz überspannte zehn Meter hohe Voliere. Auf 1500 m² – je zur Hälfte aus Wasser- und Landfläche bestehend – wurden Voraussetzungen für die artgerechte Haltung und Zucht folgender südamerikanischer Vogelarten geschaffen:
- Chileflamingos
- Kubaflamingos
- Rosalöffler
- Scharlachsichler
- Brillenibisse
- Witwenpfeifgänse
- Rosenschnabelenten
- Rotschulterenten
- Chilepfeifenten
- Punaenten
- Spitzschwanzente
- Fuchslöffelente[25]

Der Besucher durchquert die Anlage, die er durch eine Schleuse betritt und verlässt, auf Stegen. In den die Voliere umgebenden Neubau wurden Stall- und Überwinterungsräume für Flamingos, Sichler und die diversen Entenarten integriert.

### Gründer-Garten

#### Kongreßhalle
(Wiedereröffnung 2015)
Die Kongreßhalle wurde im Jahr 1910 im Auftrag des Zoogründers Ernst Pinkert als Gesellschaftshaus des Zoos eröffnet und war über Jahrzehnte wichtiger Bestandteil des kulturellen Lebens der Stadt. In den 1950er-Jahren ging sie in städtischen Besitz über, wurde in den späten 1980er-Jahren geschlossen und verfiel seitdem insbesondere im Inneren zunehmend.
Seit 2009 befindet sich die Kongreßhalle wieder im Besitz des Zoos und wurde seit 2010 umfassend saniert. Am 29. Mai 2015 wurde der Komplex nach vierjähriger Bauzeit mit einem großen Festakt und Bürgerfest wiedereröffnet und wird seit Herbst 2015 als innerstädtisches Tagungs- und Kongresszentrum von der Messe Leipzig betrieben.

#### Ernst Pinkert Haus mit Safari-Büro und Zooschule
(Eröffnung 1999)
Im Safari-Büro, das sich direkt links hinter dem eisernen Eingangstor des Zoos befindet, können Informationen für den persönlichen Zoobesuch eingeholt werden. Auch können Zoolotsen als Begleiter beim Rundgang gebucht werden.
Das Safari-Büro und die Zooschule befinden sich im 1899 bis 1900 erbauten ehemaligen Haus des Zoodirektors (Ernst Pinkert).

#### „Entdeckerhaus Arche“ im Neuen Raubtierhaus
(Eröffnung 2002)

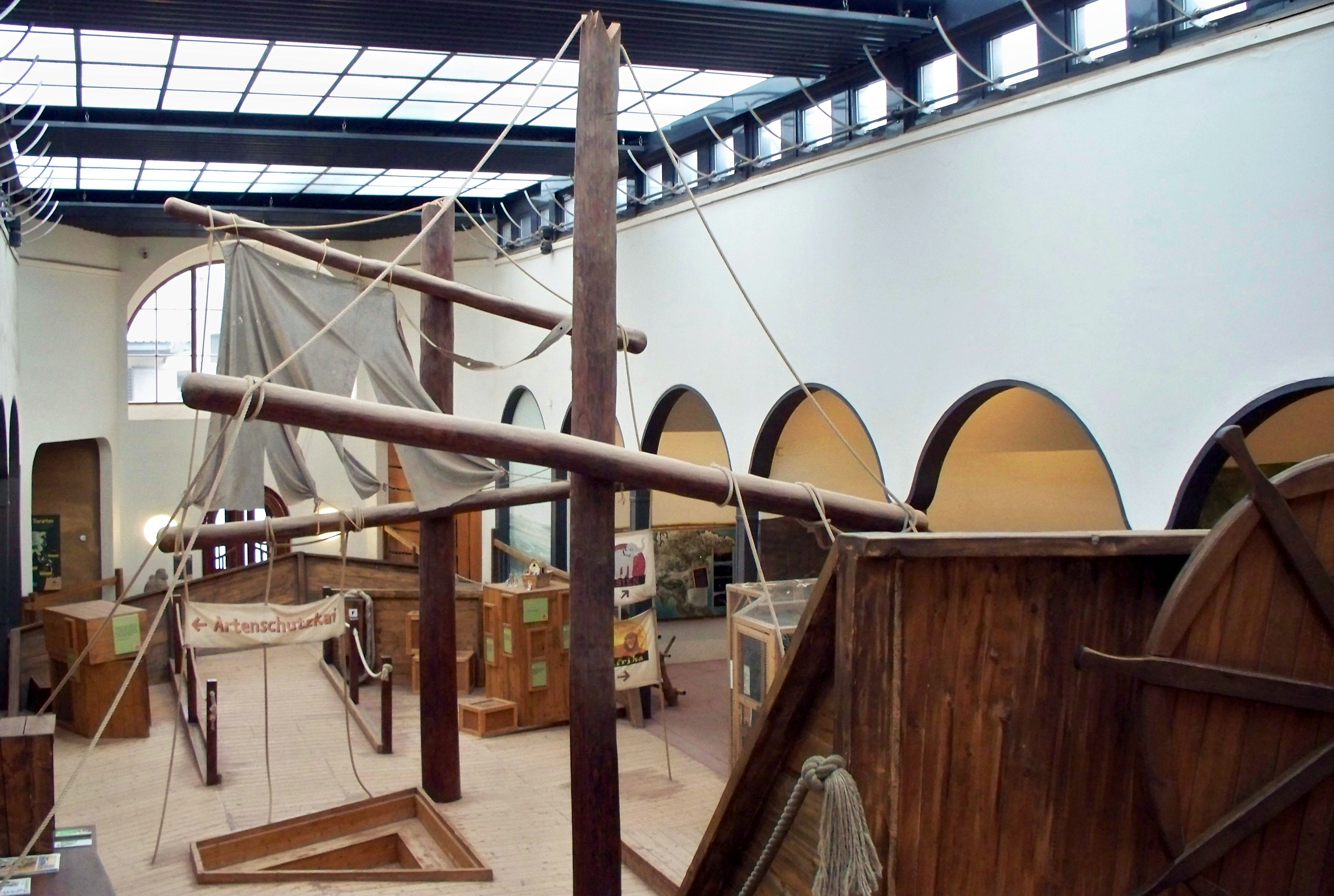
Innenansicht des „Entdeckerhauses Arche“

Das Neue Raubtierhaus wurde 1901 nach Plänen von Heinrich Rust erbaut und 1902 eröffnet, 1928 wurde der Bau verlängert. Ursprünglich lag im Neuen Raubtierhaus das Hauptaugenmerk auf der Zucht von Großkatzen.
Ab 2001 wurde der gesamte Innenraum des Gebäudes einschließlich der ehemaligen Käfige zu einem 550 m² großen interaktiven Bildungszentrum nach amerikanischem Vorbild umgestaltet. Die als „Reise durch die Welt“ konzipierte Ausstellung entwickelten die Mülheimer Ausstellungsplanerin Kessler & Co. GmbH, die Firma Künstlerische Holzgestaltung Jürgen Bergmann und die Leipziger Grafikdesignerin Annegret Hänsel. Sie wurde am 30. August 2002 als Entdeckerhaus Arche eröffnet. Das in Deutschland einzigartige Informations- und Bildungszentrum besteht aus einem Artenschutzkai, der über In-situ-Schutz- und Auswilderungsprojekte des Zoos in Vietnam, Afrika und Deutschland und über die koordinative Tätigkeit und Initiative des Zoos informiert. Außerdem liefert das Haus Details zur Zoogeschichte, gibt einen Blick auf die Pläne des „Zoos der Zukunft“ und vermittelt dem Besucher ethnologische Hintergründe zur Lebensweise der Menschen auf den Kontinenten Afrika, Südamerika und Asien.
Nach umfangreicher Neukonzeption wurde das Haus 2023 wiedereröffnet und beherbergt nun auch einen Multimedia-Raum mit 360° Projektion, wo der Zoo über seine zwei großen Projekte in Vietnam informiert.
Bekannt wurde das Neue Raubtierhaus auch als „Leipziger Löwenfabrik“ – mehr als 2300 Löwen wurden hier geboren. Als Außenanlagen konnten die Tiere die Raubtierfreianlagen nutzen, die durch einen Gittergang erreichbar waren. Da das Haus den Ansprüchen der modernen tiergerechten Tierhaltung nicht mehr genügte, wurden zuletzt noch Nebelparder sowie kleinere Katzen und Schleichkatzen gehalten. Die letzten Bewohner waren Fleckenmusang, Bengalkatze und Ozelot.

#### Koala-Haus (ehemals Tieraffenhaus)

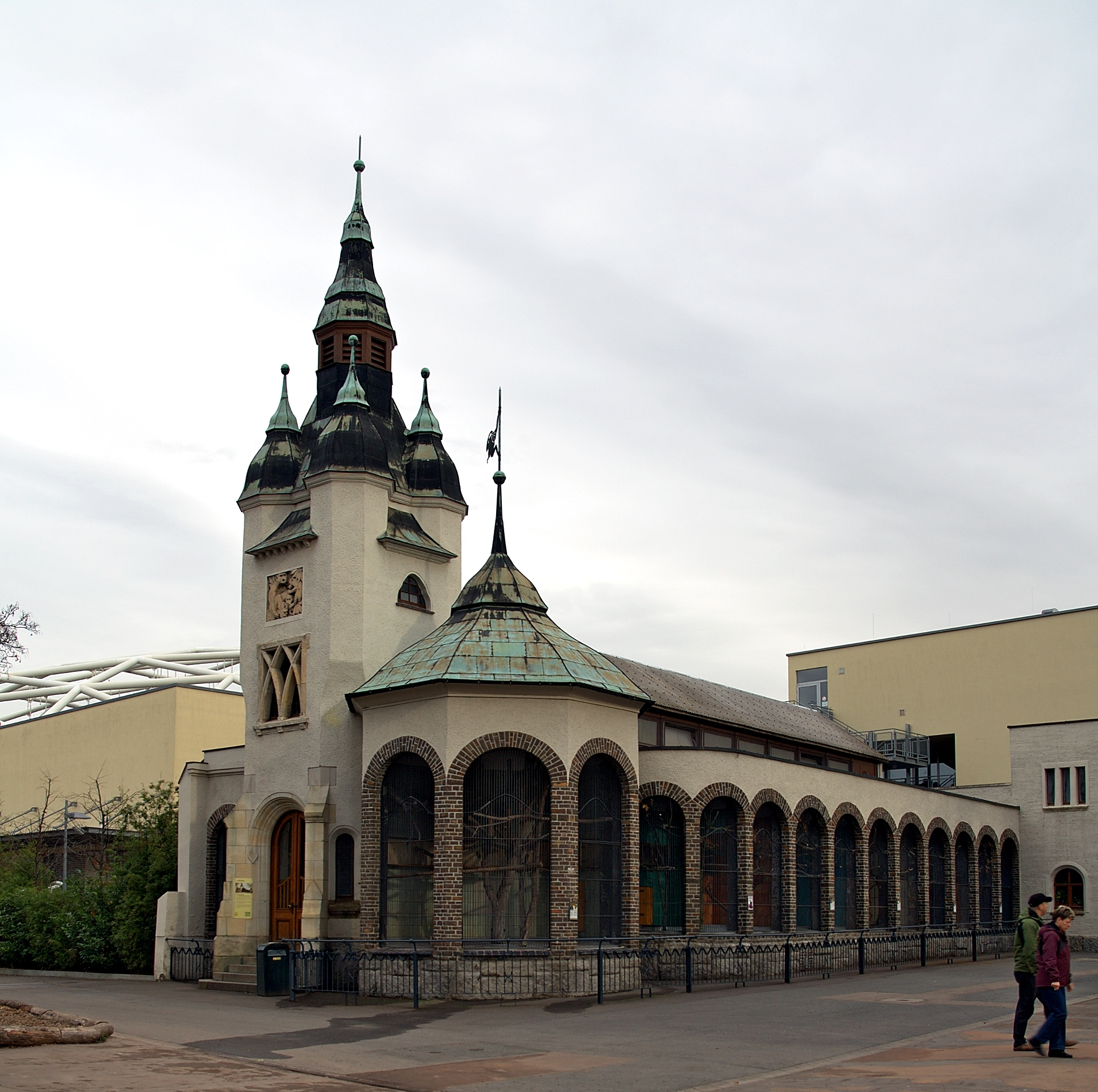
Denkmalgeschützte äußere Meerkatzenkäfige des Tieraffenhauses nahe dem Eingang

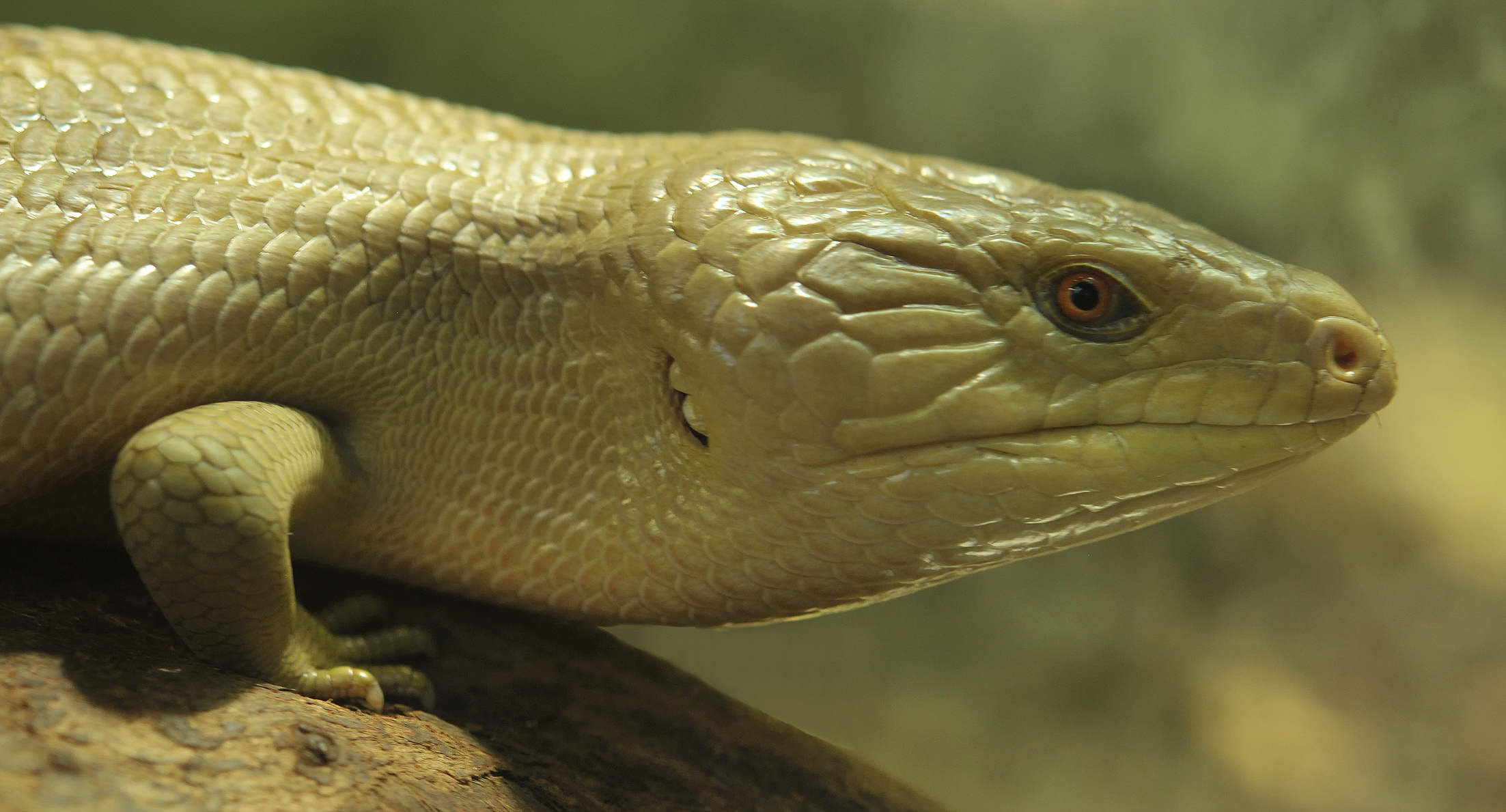
Gemeiner Blauzungenskink im Terrarium

Das 1902 als Unterkunft für Affen und Kleinraubtiere erbaute Gebäude beherbergte über Jahrzehnte erfolgreiche Zuchtgruppen diverser Meerkatzen-, Makaken-, Krallen- und Stummelaffenarten. Auch Menschenaffen waren zeitweise hier untergebracht. Bedeutende Zuchterfolge wie die deutsche Erstzucht des Bärenstummelaffen oder die Aufzucht von 21 Eulenkopfmeerkatzen, die den Zoo Leipzig zum weltweit erfolgreichsten Züchter dieser Art machen, gelangen in diesem geschichtsträchtigen Gebäude.
In Anbetracht der maroden Bausubstanz erfolgten bereits 2005 erste Sanierungs- und Verschönerungsarbeiten, im Herbst 2012 wurde das Haus zur Vorbereitung auf umfassende Sanierungs- und Umbauarbeiten geschlossen. Zuletzt beherbergte das Tieraffenhaus Brazzameerkatzen, Eulenkopfmeerkatzen, Wildmeerschweinchen, Lisztaffen und in den Wintermonaten Kattas. Während die Brazzameerkatzen, Wildmeerschweinchen und Lisztaffen den Zoo verließen und die Kattahaltung auslief, zogen die Zuchtgruppen der Eulenkopf- und Dianameerkatzen in das neu erbaute Gondwanaland bzw. nach der Schließung des Hauses in Gehege hinter den Kulissen um.
Nach umfassender Sanierung wurde das Tieraffenhaus im Mai 2016 als Unterkunft für Koalas wiedereröffnet.
Aktuell (Stand Juni 2024) werden ein männlicher und zwei weibliche Koalas im Haus gehalten. Den Tieren steht seit Sommer 2020 auch eine kleine separate Außenanlage zur Verfügung.
Am 9. Juli 2018 eröffnete auf der gegenüber liegenden Seite des Koala-Hauses die 100 Quadratmeter große begehbare Wellensittich-Oase, wo über 100 der australischen Vögel Platz finden können.

#### Aquarium und Terrarium
(Eröffnung 1910 bzw. 1913)

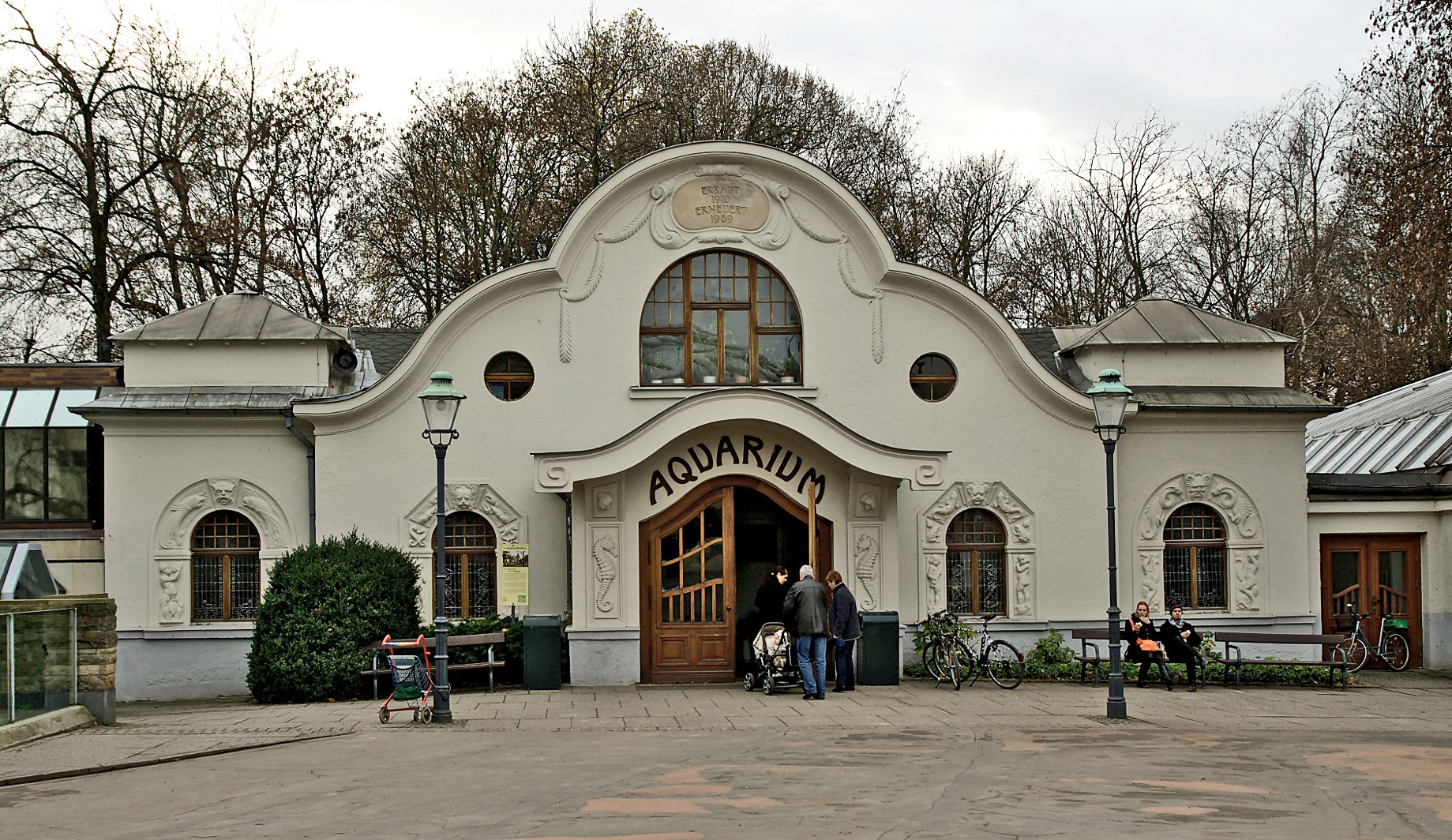
Eingangsbereich des Aquariums

Errichtet wurde das Jugendstilgebäude, in dem das Aquarium untergebracht ist, in den Jahren 1909 bis 1910 von Stadtbaudirektor Anton Käppler im Auftrag des damaligen Zoodirektors Johannes Gebbing und in den 1980 und 1990er Jahren um einen Neubau ergänzt. Dieser beherbergt im oberen Stockwerk das 120.000 Liter fassende Ringbecken, was den hier lebenden Meereslebewesen ein praktisch unendlich schwimmen ermöglicht, ohne an Kanten zu stoßen. Eine Erweiterung durch das Terrarium erfuhr der Bau im Jahre 1913. Die ansprechende Fassade ist bis heute erhalten.
Ab November 2018 wurde der in die Jahre gekommene Bau geräumt, komplett entkernt, für zirka 12,5 Millionen Euro grundsaniert und am 11. Februar 2022 wiedereröffnet. Dabei erhielt der ehemalige Altbau einen Süßwasser- und der vormalige Neubau einen Salzwassertrakt. Im Zuge des Umbaus gibt es eine neue Wegeführung, wobei das Aquarium einen neuen Eingangsbereich mit einer Teichlandschaft – bewohnt von Koi-Karpfen – erhielt. Vor dem Umbau befand sich hier eine Anlage, die zuletzt von Pinguinen bewohnt wurde. Der historische Eingang bildet nun den Ausgang des Aquariums. Weitere Neuheiten des Hauses sind die Über-Kopfscheibe des 120.000 Liter großen Panoramabeckens, eine Forschungsstation sowie eine Besucherkuppel im Nemo-Becken. Mit der inhaltlichen Neuausrichtung des Hauses liegt der Fokus auf den tropischen und subtropischen Meer- und Süßwasserlebensräumen sowie auf einer gezielten Erhaltungszucht bedrohter Fischarten.
Das angrenzende Terrarium wurde während der Jahrtausendwende renoviert und neu gestaltet. Nach dem Umbau des Aquariums hat im Frühjahr 2021 nun auch hier eine komplette und grundlegendere Renovierung begonnen. Später wird sich das neue Terrarium dann auch in das Gesamtkonzept in Verbindung mit dem Aquarium eingliedern.
Zuletzt lebten hier in verschieden voneinander abgegrenzten Vitrinen folgende Reptilien- und Amphibienarten:
Krokodil-Höckerschwanzechsen, Geierschildkröte, Dornrand-Weichschildkröte, Mexikanische Lanzenkopf-Klapperschlangen, Ringhalskobras, Hühnerfresser, Kupferköpfe, Gelbe Anakondas, Gartenboas, Tropfenkröten, Gebänderte Fiji-Leguane, Krokodiltejus, Stirnlappenbasilisken, Blauzungenskinke, Kragenechsen, Wickelschwanzskinke, Kleine Spitzkopfnattern, Chinesische Zacken-Erdschildkröten, Aga-Riesenkröten, Sepik-Warane und Mangroven-Nachtbaumnattern
Dazwischen wurden noch verschiedene größere Gehege eingerichtet, in denen größtenteils verschiedene Arten miteinander vergesellschaftet wurden:
- Everglades-Landschaft mit Mississippi-Alligatoren
- große, zentrale Teichanlage mit Brauen-Glattstirnkaimanen, Terekay-Schienenschildkröten und Nicaragua-Schmuckschildkröten
- afrikanisches Trockenterrarium mit Glattrand-Gelenkschildkröten, Spaltenschildkröten, Siedleragamen und Panzergürtelschweifen
- Madagaskargehege mit Strahlenschildkröten, Pantherchamäleons, Cuviers Madagaskarleguanen und Rotkopf-Schildechsen
- amerikanisches Wüstenterrarium mit Gila-Krustenechsen, Texas-Gopherschildkröten und Coloradokröten
- Südostasien-Terrarium mit Grünen Wasseragamen, Chinesischen Streifenschildkröten, Roti-Schlangenhalsschildkröten und Annam-Wasserschildkröten
- Vitrine für nordamerikanische Leguane mit Halsband-Stachelleguanen, Präriekröten, Blauen Felsenleguanen und Chuckwallas

Für einen authentischen Dschungelsound sorgten freilebende Antillen-Pfeiffrösche und Tokehs.
Im Frühjahr 2015 bezogen Schwarzschwanz-Präriehunde eine neue Anlage auf dem Gelände der ehemaligen Landschildkröten-Außenanlage vor dem Terrarium. Da sich das Terrarium (Stand 2023) gerade im Umbau befindet ist diese Anlagen nicht besetzt.

#### Affeninseln
(Eröffnung 2015)
Im Sommer 2014 begannen Umgestaltungsarbeiten im Eingangsbereich des Zoos. Die seit mehreren Jahrzehnten von Flamingos genutzte Anlage direkt hinter dem Eingang wurde abgebrochen und an ihrer Stelle eine Anlage für südamerikanische Affenarten errichtet.
Es entstanden zwei von einem flachen Wassergraben umgebene reich bepflanzte Inseln, die dem Besucher von drei Seiten Einsicht bieten. In das anschließende Warmhaus hat der Besucher keine Einsicht.
Zuletzt (Stand Juni 2024) bewohnten die Anlagen folgende Affenarten:
- Kaiserschnurrbarttamarine
- Goldgelbe Löwenäffchen
- Rote Springaffen
- Weißkopfsakis

### Pongoland
(Eröffnung 2001)

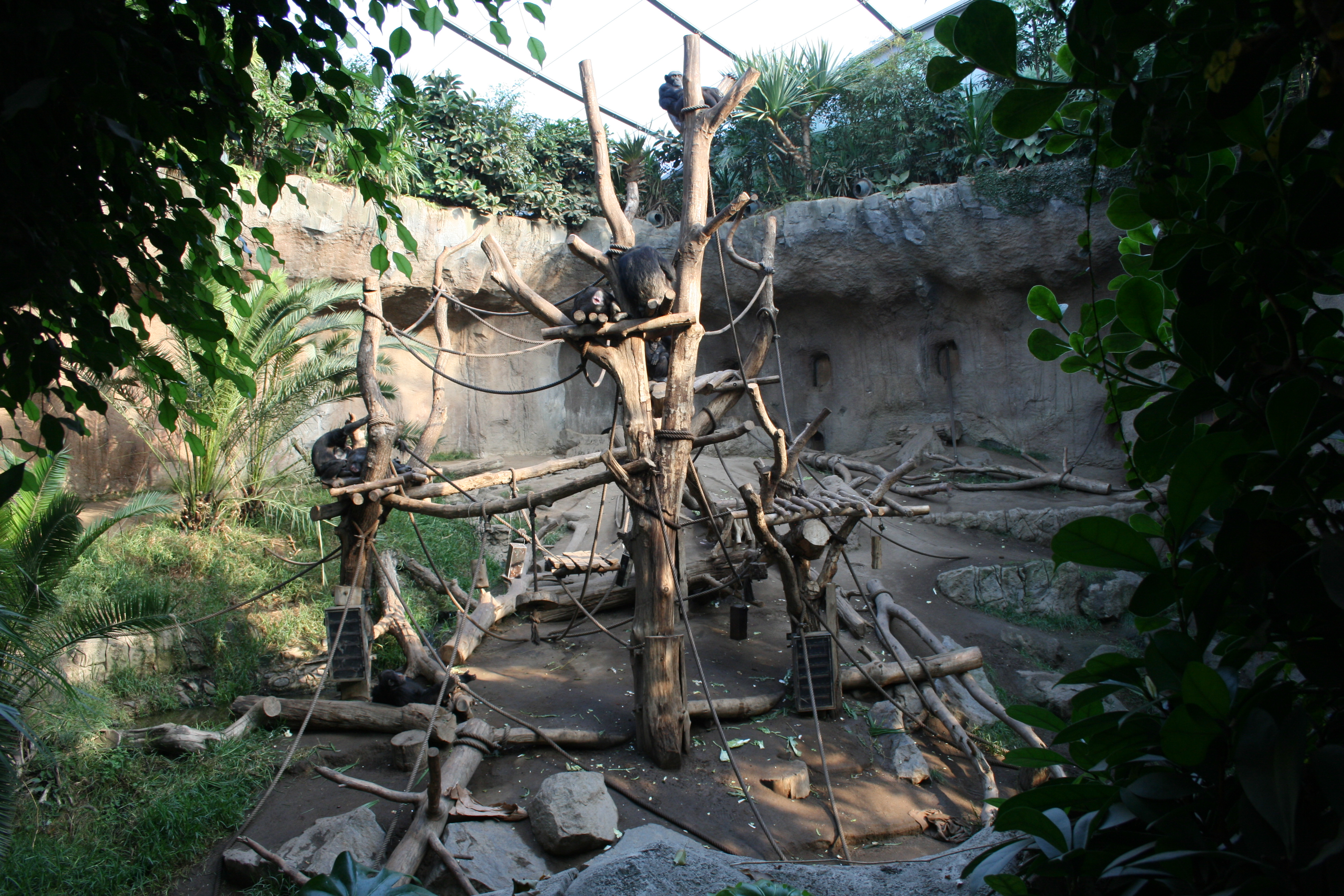
Innengehege des Pongolands

Pongoland (Pongo = wissenschaftlicher Gattungsname der Orang-Utans) war der erste komplett fertiggestellte Bereich des neuen Zoo-Konzepts, es entstand als Kooperationsprojekt mit dem Max-Planck-Institut für evolutionäre Anthropologie (MPI-EVA). Das dort ansässige Wolfgang-Köhler-Primaten-Forschungszentrum ist seitdem die weltweit größte Menschenaffenanlage.
Pongoland umfasst eine Fläche von 30.000 m². Das Warmhaus mit fünf Innenanlagen für Orang-Utans, Gorillas, zwei Schimpansengruppen und Bonobos ist 3250 m² groß.

### Gondwanaland
(Eröffnung 2011)

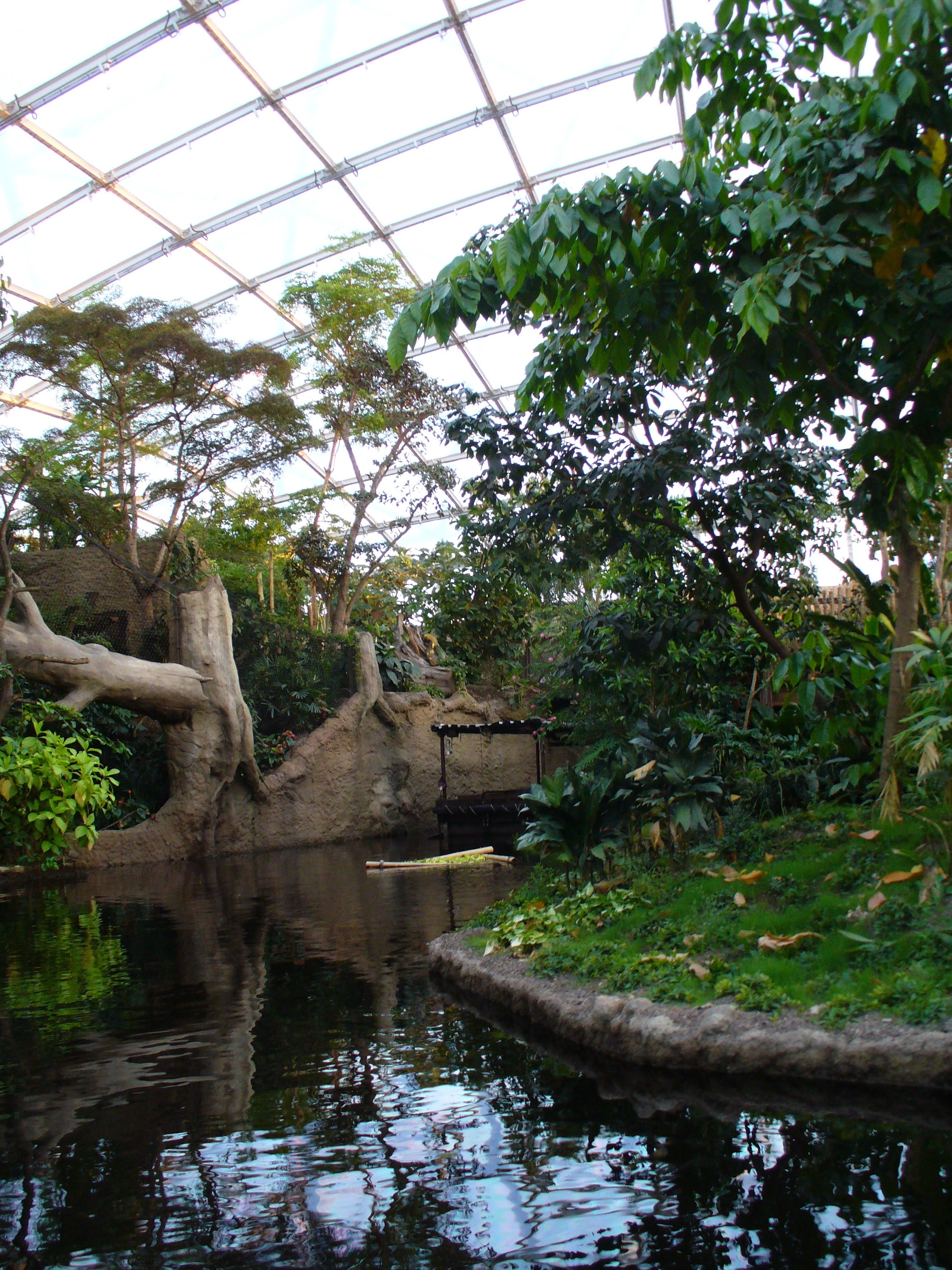
Urfluss „Gamanil“ im Gondwanaland

Die Riesentropenhalle Gondwanaland (Gondwana = Urkontinent der Südhalbkugel) war das größte und kostenintensivste Projekt des Konzeptes „Zoo der Zukunft“.
Die 34,5 Meter hohe Halle wurde am 30. Juni 2011 eröffnet, Besucher können sie seit dem 1. Juli 2011 begehen. Um Platz für die größte Tropenhalle Europas zu schaffen, wurde im Jahr 2007 das dem Zoogelände benachbarte ehemalige Sortiergebäude der Kammgarnspinnerei an der Pfaffendorfer Straße gesprengt und abgebrochen und das Gelände dem Zoo angegliedert. Dabei vergrößerte sich die Gesamtfläche des Zoos auf 26 Hektar.
In Themenbereichen werden die Besucher in einem Rundgang zu Fuß oder im Boot auf einem Kanal durch die Halle geleitet. Die Kontinentsbereiche der Halle beinhalten Asien, Afrika und Südamerika.

### Anlagen außerhalb des Themenwelten-Konzeptes

#### Australienanlage
(Eröffnung 1995)
Auch die Australienanlage befindet sich auf dem Gebiet des Asien-Bereichs neben der Bärenburg. Auf der Anlage sind Rote Riesenkängurus mit Bennett-Kängurus vergesellschaftet. Seit dem Saisonbeginn im April 2009 ist die Anlage auf ausgewiesenen Wegen für Besucher begehbar.

#### Affenfreianlagen
Erbaut wurden die Affenfreianlagen 1934 in der zeittypischen Klinkerfassade. Der Komplex bestand aus dem Pavianfelsen, auf dem seit 1950 Mantelpaviane gehalten wurden, und der Affeninsel, auf der zurzeit Bartaffen leben. Bis 2002 waren dort die Rhesusaffen untergebracht, die nunmehr mit den Lippenbären vergesellschaftet sind. Beide Anlagen waren mit beheizbaren Innenräumen ausgestattet. 2014 wurde der Pavianfelsen im Rahmen des Neubaus der Kiwara-Kopje abgerissen und die Pavianhaltung aufgegeben. 2024 musste die Affeninsel nun dem Bau von 2 großen Flugvolieren Platz machen. 

#### Raubtierfreianlagen und Großer Flugkäfig
Die Raubtierfreianlagen wurden 1928 nach Plänen von Carl James Bühring erbaut und dienten als Außenanlagen für die Tiere aus dem Neuen Raubtierhaus. Sie waren über einen Gittergang von diesem erreichbar. So lebten hier überwiegend Löwen, Hyänen oder Tiger. Zur Abtrennung der Besucher dienen Wassergräben. Im Rahmen der Bauarbeiten für Gondwanaland erfolgte im Winter 2008/2009 der Abbruch der rechten Raubtierfreianlage. Im Dezember 2015 wurden die stark maroden Raubtierterrassen und ein Teil des großen Flugkäfigs abgebrochen. Ein an Gestaltung und Konstruktionsweise der Vorgängerbauten angelehnter Neubau wurde 2017 als einrahmender Gebirgszug für den Zooteil „Himalaya“ eröffnet.

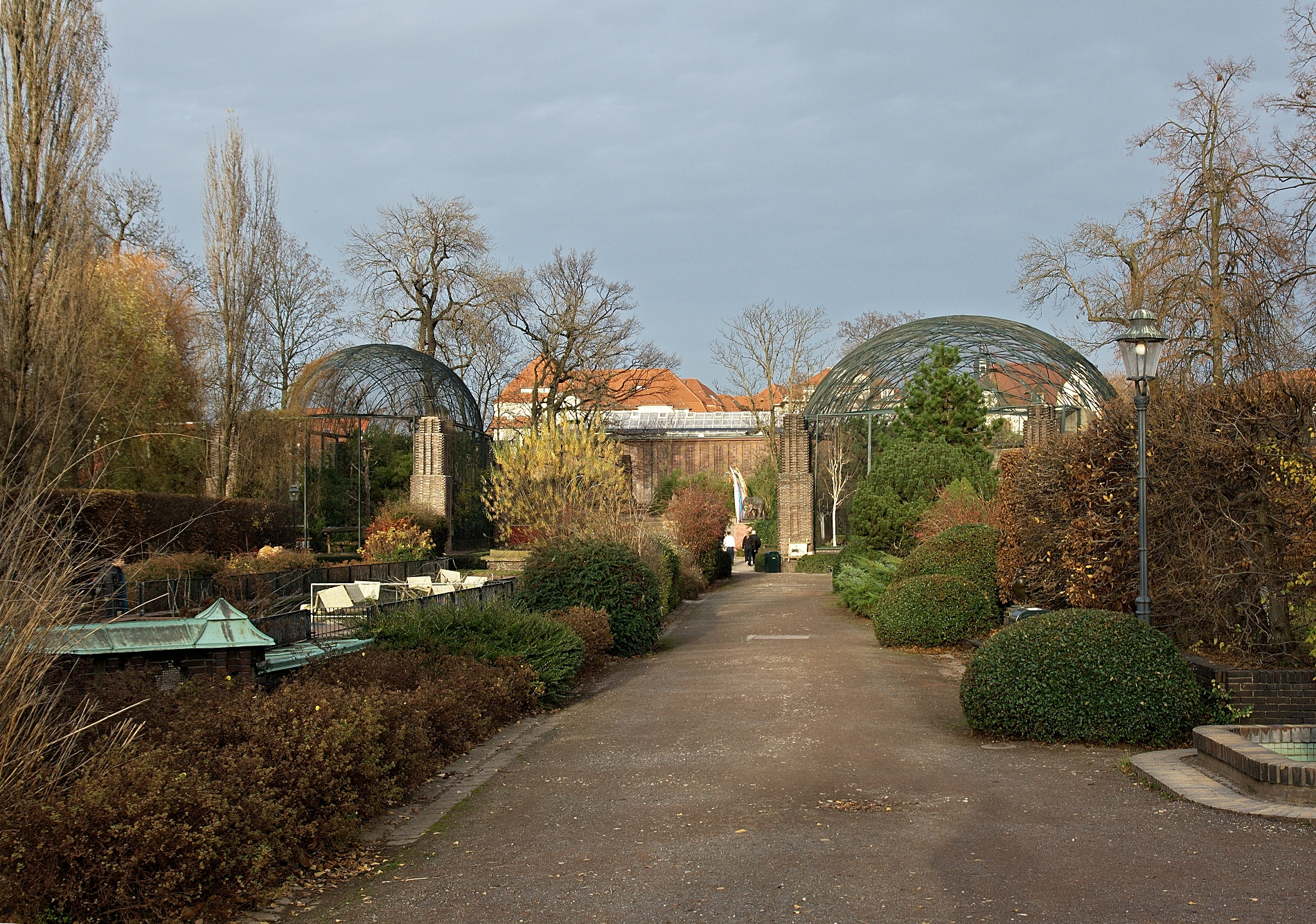
Zooachse mit Großem und Kleinem Flugkäfig
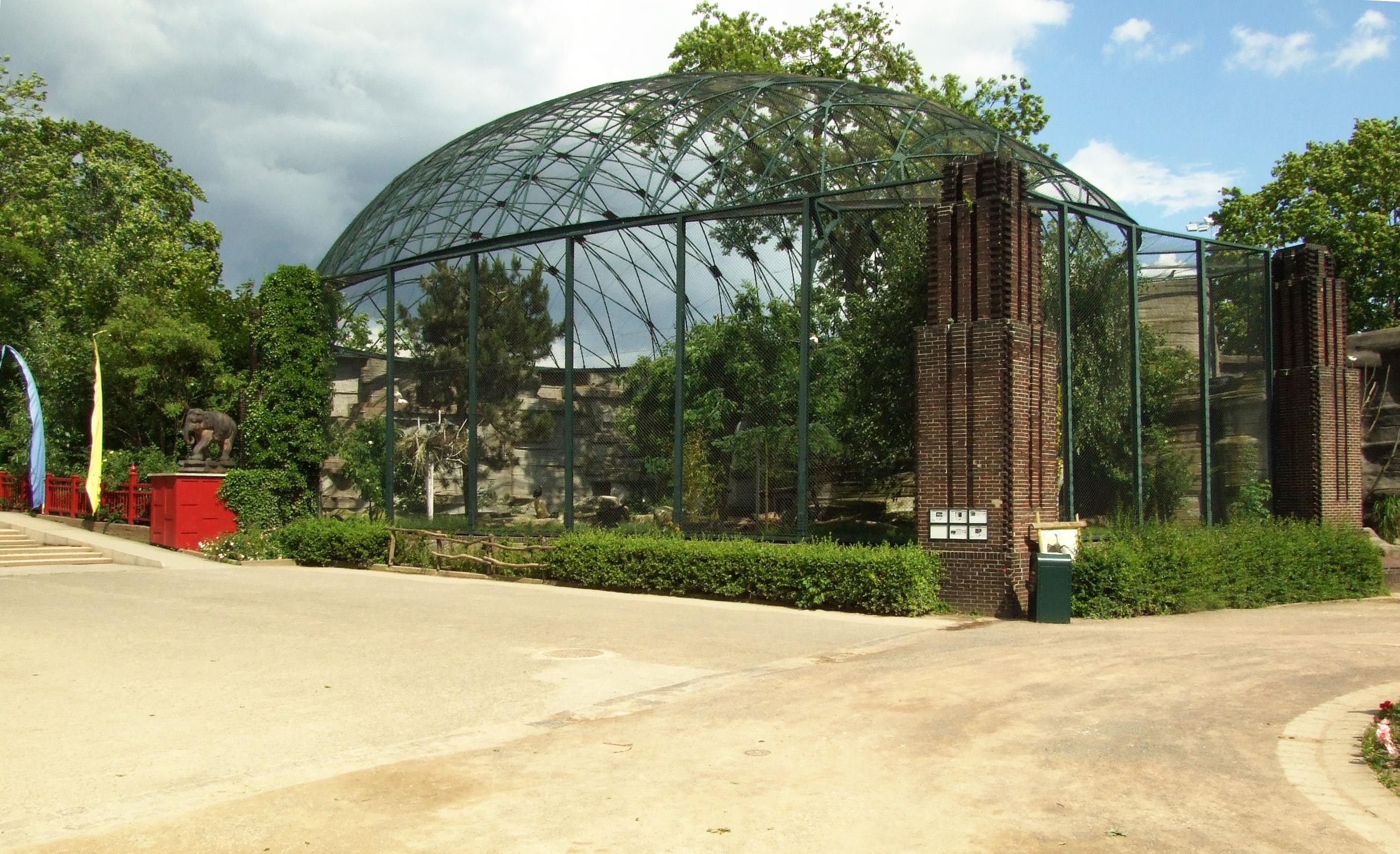
Außenansicht des Großen Flugkäfigs
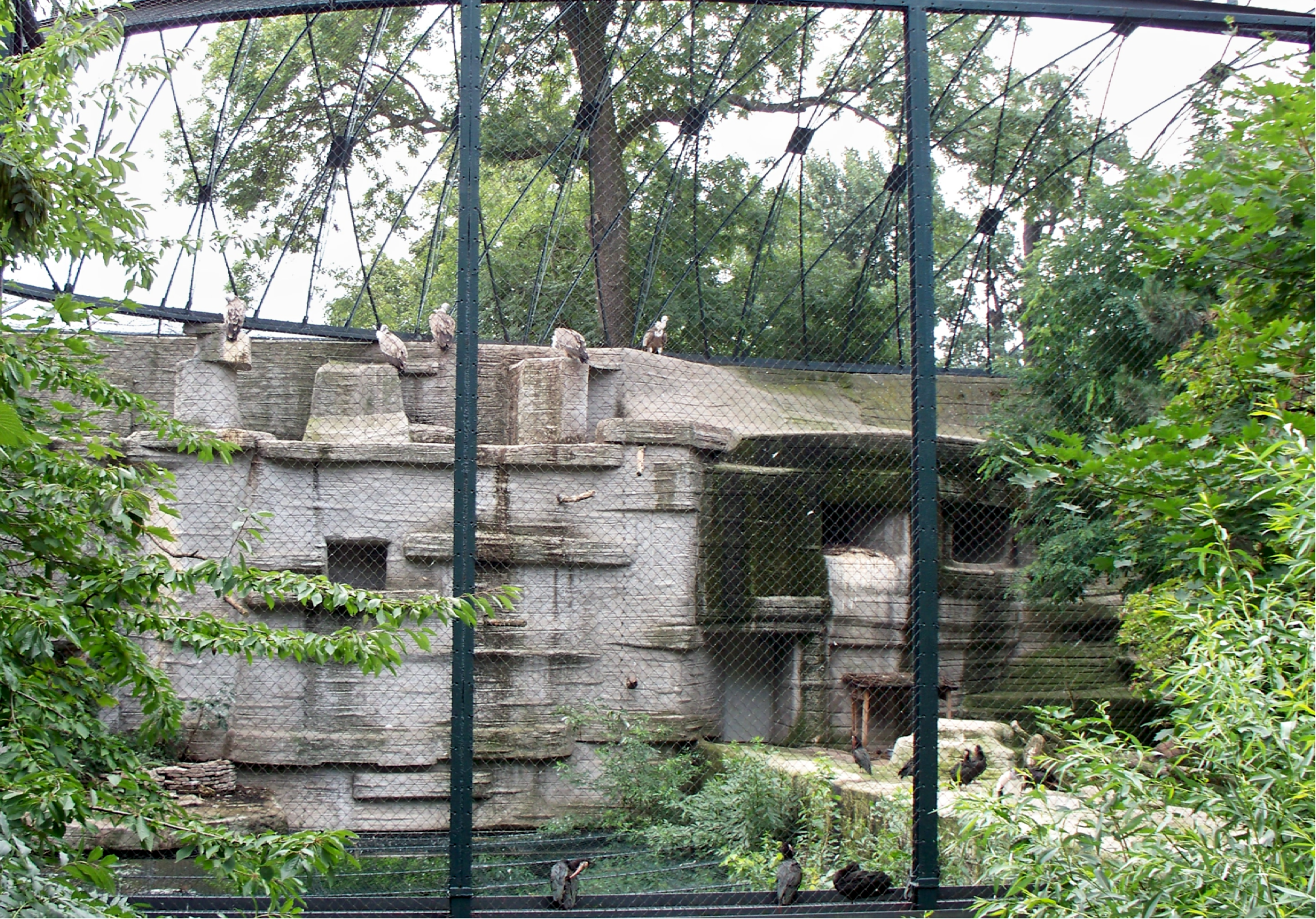

#### Bärenburg

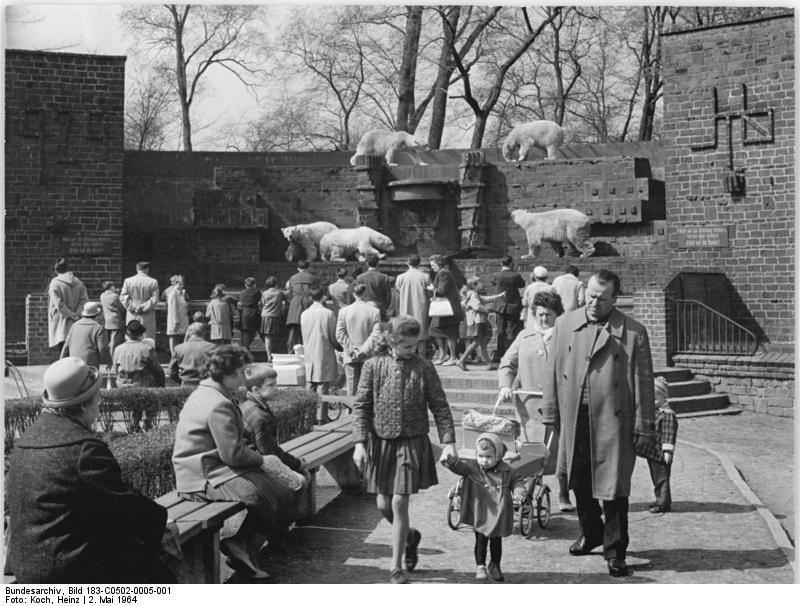
Die Bärenburg 1964

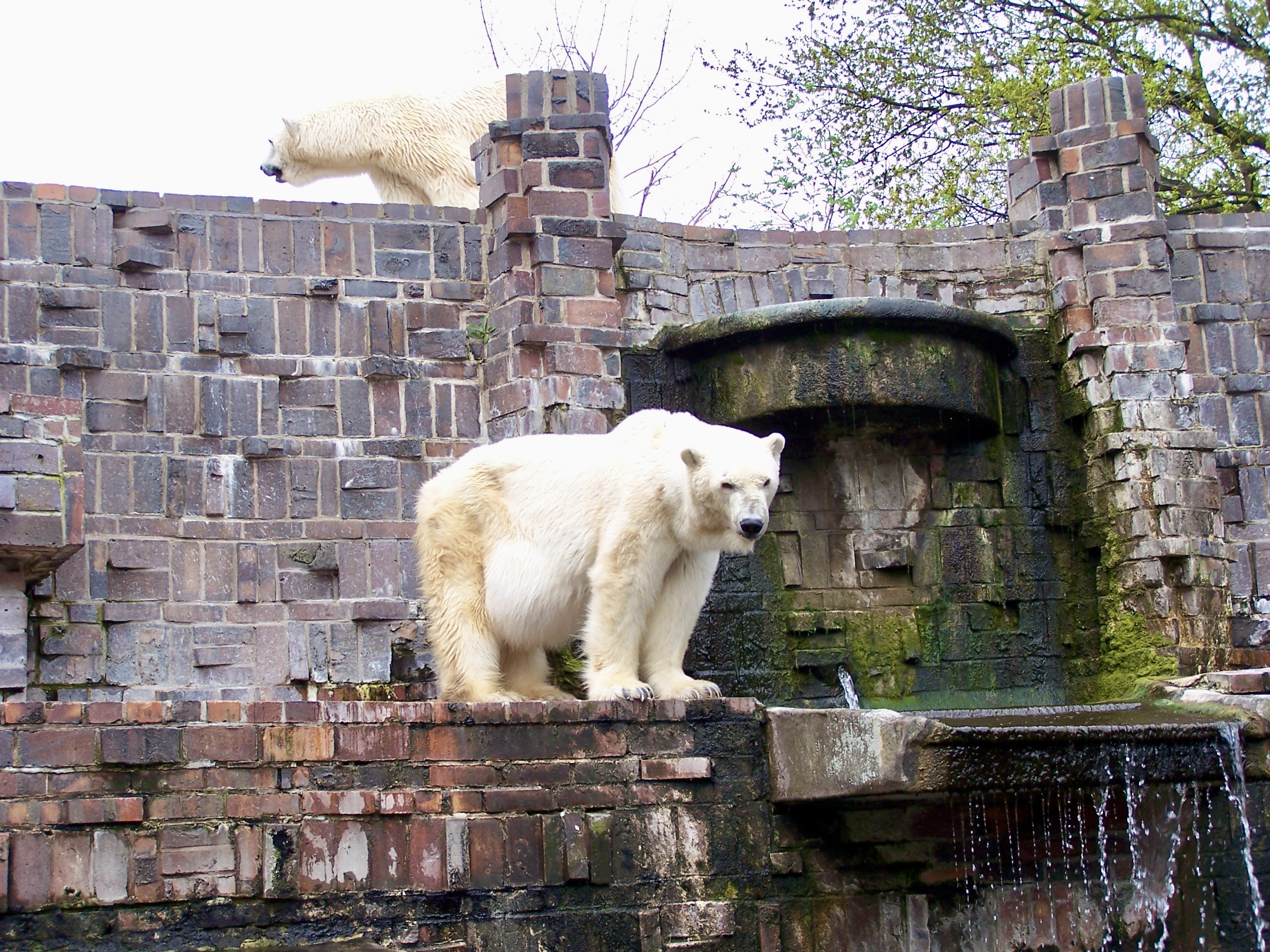
Die Bärenburg 2005

Die leere Bärenburg im Februar 2011

Die Bärenburg wurde 1929 in der typischen Klinkerarchitektur erbaut und im Mai 1930 eröffnet. Die Planung stammte von Direktor Johannes Gebbing und dem damaligen Stadtbaudirektor Carl James Bühring, deren Initialen im Mauerwerk eingearbeitet sind. Die Bärenburg ist ein hufeisenförmiges Bauwerk mit fünf bühnenartigen Gehegen. Die Besucher werden durch vier Meter breite Wassergräben von den Tieren getrennt. Auf der Anlage sind zahlreiche Bärenarten erfolgreich gezüchtet worden. So kamen in der Bärenburg im Zeitraum von 1930 bis 2002 etwa 140 Eisbären, über 450 Braunbären, zahlreiche Kragenbären, etwa 40 Amerikanische Schwarzbären (Baribals), 39 Brillenbären und 62 Lippenbären auf die Welt.
Nachdem die Schwarz- und Braunbärenhaltung bereits in den 1980er- und 1990er-Jahren aufgegeben worden war, wurde 2002 die Haltung der Lippenbären in die im Eingangsbereich des Zoos neu gebaute Lippenbärenschlucht verlegt. Die Eisbärenhaltung wurde im Jahr 2005 nach dem Tod eines 38-jährigen und der Abgabe eines 20 Jahre alten Weibchens nach Bremerhaven aufgegeben. 2013 wurde die Tierhaltung auf der Bärenburg mit dem Umzug der letzten beiden alten Brillenbären in eine rückwärtige Haltung beendet.
Von 2013 bis zum Frühsommer 2015 fanden ausgedehnte Umbau- und Restaurierungsarbeiten statt. Am 3. Juli 2015 wurde der sanierte und zum Abenteuerspielplatz umgebaute Komplex, der den jungen Besuchern die Evolution der Wirbeltiere spielerisch nahebringt, seiner neuen Bestimmung übergeben. Der Zoobesucher hat auf der Rückseite der Bärenburg die Möglichkeit, im sogenannten „Zeittunnel“ einen Blick in die ehemaligen Bärenkäfige im rückwärtigen Bereich zu werfen. Auf Tafeln werden geschichtliche Details und Informationen zur Haltung und Pflege von Bären im Zoo Leipzig vermittelt.

#### Neues Vogelhaus
Das Neue Vogelhaus wurde in den 1960er-Jahren in die marode Bausubstanz des alten Antilopenhauses von 1934 integriert und um eine Freiflughalle für tropische Vögel ergänzt. Die Fassade des 1934 erbauten Antilopenhauses blieb teilweise erhalten.
Die begehbare Freiflughalle beherbergt unter anderem Vietnam-Inselflughunde, Rotbrust-Krontauben, Luzon-Dolchstichtauben, Javapfeifgänse, Straußwachteln, Rotschnabel-Fluchtvögel, Rotschnabel-Sonnenvogel, Rothaubenturakos, Malaienstare, Dajaldrosseln, Goldscheitelwürger, Elfenblauvögel und Blaukappenhäherlinge. In einer separaten Voliere wird ein Paar Sri-Lanka-Riesenhörnchen zusammen mit Südlichen Kugelgürteltieren gehalten.
Im Vorraum der Freiflughalle, dem ehemaligen Besucherraum des Antilopenhauses, werden dem Besucher in Volieren verschiedene Vogelspinnen-, Insekten- und Kleinvogelarten sowie Rotschulter-Rüsselhündchen präsentiert.

#### Altes Vogelhaus
In unterschiedlich großen Volieren wurden hier verschiedene Papageienarten, Tokos und weitere Vögel gehalten. Die Innenanlagen waren für die Besucher nicht einsehbar.
Mit dem Ende des Jahres 2024 begann hier der Abriss des Alten Vogelhauses, der daran angrenzenden ehemaligen Anlage für Pinguine und der Affenfreianlage, welche zuletzt von Bartaffen bewohnt wurde. Hier entstehen nun zwei große, begehbare Freiflugvolieren für Aras und Gebirgsloris.  

## Bedeutende Zuchterfolge
- 1895 – Deutsche Erstzucht des Eisbären[28]
- 1926 – Europäische Erstzucht des Sumatra-Tigers[29]
- 1929 – Europäische Erstzucht des Zweifinger-Faultieres (Unau)[30]
- 1948 – vermutl. Deutsche Erstzucht des Westlichen Gänsegeiers[31]
- 1949 – Welterstzucht des Feldhamsters
- 1954 – Europäische Erstzucht des China-Leoparden[32]
- 1963 – Europäische Erstzucht des Indischen Lippenbären[33]
- 1964 – Deutsche Erstzucht der Dianameerkatze[34]
- 1966 – Deutsche Erstzucht der Braunen Hyäne (Schabracken-Hyäne)[35]
- 1968 – Deutsche Erstzucht des Bärenstummelaffens[36]
- 1973 – Welterstzucht des Amurleoparden[37]
- 1973 – Europäische Erstzucht des Waldbisons[38]
- 1973 – Deutsche Erstzucht der Orinokogans[39]
- 1980 – Deutsche Erstzucht des Arakakadus
- 1980 – Deutsche Erstzucht des Blauscheitel-Edelpapageis[40]
- 1986 – Deutsche Erstzucht des Vietnam-Inselflughundes[41]
- 1996 – Deutsche Erstzucht der Nominatform des Stumpfkrokodils[42]
- 2001 – Welterstzucht des Sepik-Warans[43]
- 2008 – Deutsche Zooerstzucht des Weißbauch-Zwergseidenaffens[44]
- 2009 – Welterstzucht der Südlichen Riesenborkenratte[45]
- 2010 – Deutsche Erstzucht des Visaya-Pustelschweins[46]
- 2012 – Europäische Erstzucht der Nicaragua-Schmuckschildkröte

Der Zoo erwarb sich internationales Ansehen in der Zucht von Amurtigern, Afrikanischen Löwen, Tiefland-Anoas und Indischen Lippenbären und gilt – nicht zuletzt durch zahlreiche Löwen-, Tiger-, Leoparden-, Jaguar-, Hyänen- und Bärengeburten – als einer der erfolgreichsten Raubtierzüchter weltweit.

## Regelmäßige Veranstaltungen

### Festtagsveranstaltungen
Anlässlich von Ostern, Pfingsten, dem Kindertag am 1. Juni, dem Maifeiertag und Halloween finden im Zoo regelmäßig Veranstaltungen statt, die stark auf die kleinen Besucher ausgerichtet sind.

### Lesungen
Während der Leipziger Buchmesse im März finden im Zoo regelmäßig Autorenlesungen statt. In den vergangenen Jahren fanden diese Veranstaltungen im Aquarium, im Schweizerhaus oder der Kiwara-Lodge statt.

### Dschungelnacht
Die Dschungelnacht im August findet nicht mehr statt.
Seit einigen Jahren gibt es stattdessen das Magische Tropenleuchten im Januar.

### Hakuna Matata
Von Mai bis Dezember findet im Zoo regelmäßig das „Hakuna Matata“ statt, ein afrikanischer Abend mit Zooführungen und Buffet.

## Besucherzahlen
Die Besucherzahlen nach dem Berechnungsschlüssel des Verbandes der Zoologischen Gärten (bis 2014: Verband Deutscher Zoodirektoren):
| Jahr | Besucher gesamt | verkaufte Jahreskarten |
| ---- | --------------- | ---------------------- |
| 1969 | 1.119.000       | 1.560                  |
| 1971 | 1.250.000       | 1.623                  |
| 1972 | 1.250.000       | 1.624                  |
| 1973 | 1.300.000       | 1.810                  |
| 1974 | 1.300.000       | 1.700                  |
| 1975 | 1.332.194       | 1.654                  |
| 1976 | 1.264.726       | 1.948                  |
| 1977 | 1.218.617       | 1.407                  |
| 1978 | 1.380.000       | 1.700                  |
| 1979 | 1.238.000       | 1.324                  |
| 1980 | 1.240.000       | 1.388                  |
| 1981 | 1.130.000       | n. b.                  |
| 1982 | 1.330.000       | 1.367                  |
| 1983 | 1.246.500       | 1.316                  |
| 1984 | 1.330.000       | 1.183                  |
| 1985 | 1.243.000       | 1.007                  |
| 1986 | 1.230.000       | 998                    |
| 1987 | 1.268.000       | 944                    |
| 1988 | 1.330.000       | 924                    |
| 1989 | 1.560.000       | 1.075                  |
| 1990 | 1.021.293       | 1.580                  |
| 1991 | 789.272         | 3.254                  |
| 1992 | 901.496         | 3.790                  |
| 1993 | 831.426         | 2.270                  |
| 1994 | 761.563         | 1.979                  |
| 1995 | 782.951         | 1.954                  |
| 1996 | 686.731         | 1.501                  |
| 1997 | 687.398         | 1.382                  |
| 1998 | 744.749         | 2.147                  |
| 1999 | 755.736         | 2.829                  |

| Jahr | Besucher gesamt | verkaufte Jahreskarten |
| ---- | --------------- | ---------------------- |
| 2000 | 751.619         | 4.227                  |
| 2001 | 1.172.158       | 6.392                  |
| 2002 | 1.164.392       | 8.546                  |
| 2003 | 1.181.535       | 11.122                 |
| 2004 | 1.319.767       | 14.000                 |
| 2005 | 1.457.938       | 25.616                 |
| 2006 | 1.759.963       | 35.554                 |
| 2007 | 1.774.587       | 42.854                 |
| 2008 | 1.673.608       | 39.515                 |
| 2009 | 1.723.349       | 45.209                 |
| 2010 | 1.560.791       | 27.553                 |
| 2011 | 2.098.075       | 38.732                 |
| 2012 | 2.123.349       | 34.701                 |
| 2013 | 1.842.639       | 39.042                 |
| 2014 | 1.866.809       | 32.754                 |
| 2015 | 1.660.292       | 39.859                 |
| 2016 | 1.709.941       | 43.104                 |
| 2017 | 1.652.886       | 40.730                 |
| 2018 | 1.723.180       | 45.644                 |
| 2019 | 1.802.625       |                        |
| 2020 | 1.354.866       |                        |
| 2021 | 1.255.000       |                        |
| 2022 | 1.872.436       |                        |
| 2023 | 1.903.084       |                        |

## Direktoren

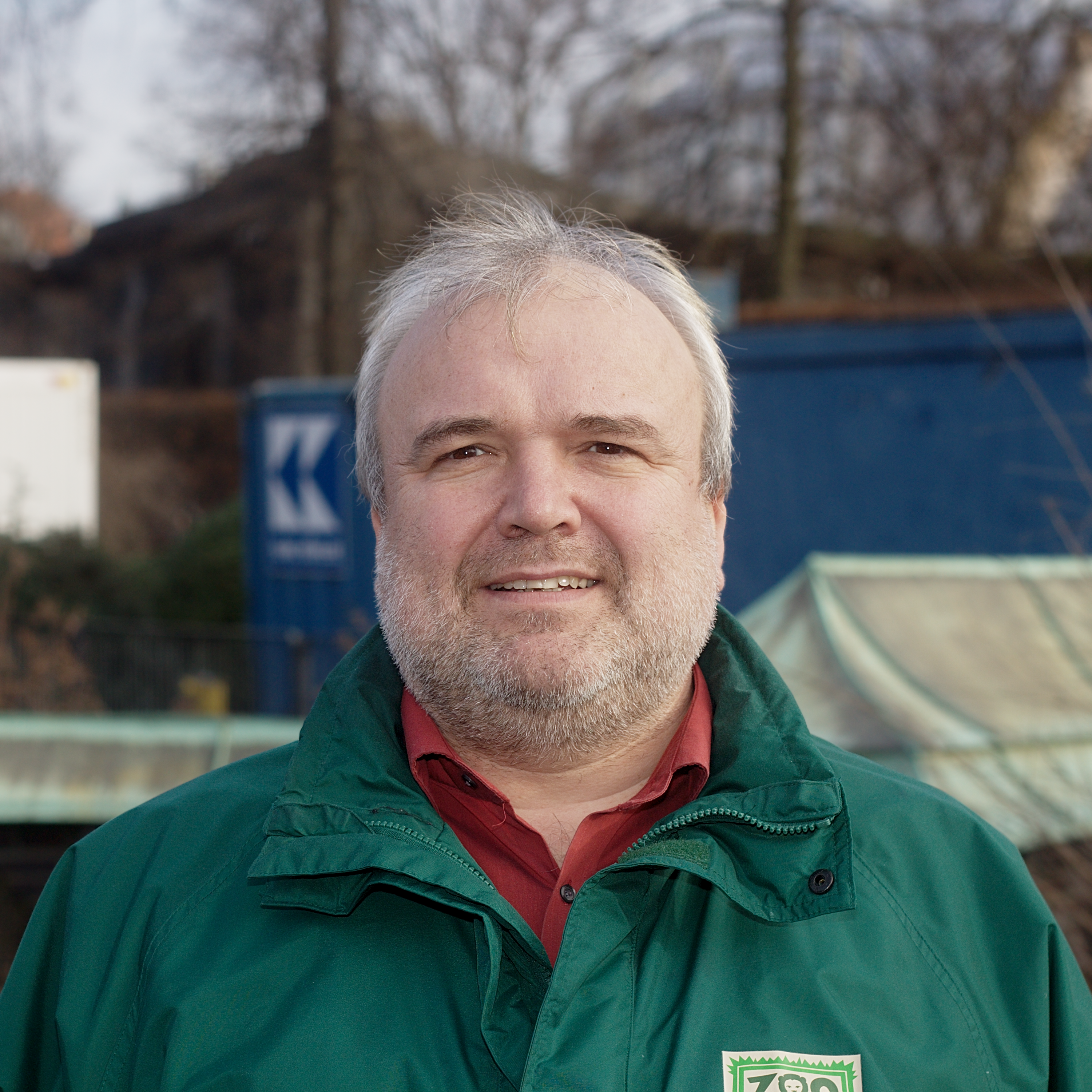
Jörg Junhold,
Direktor des Leipziger Zoos

Direktoren des Leipziger Zoologischen Gartens waren:
- 1878–1909: Ernst Pinkert (1844–1909)
- 1910–1935: Johannes Gebbing (1874–1958)
- 1935–1955: Karl Max Schneider (1887–1955)
- 1955–1957: Heinrich Dathe (1910–1991)
- 1957–1963: Ludwig Zukowsky (1888–1965)
- 1964–1993: Siegfried Seifert (1922–1998)
- 1993–1997: Peter Müller (* 1940)
- seit 1997: Jörg Junhold (* 1964), von 1997 bis 2000 als Betriebsleiter des städtischen Eigenbetriebs, seit 2000 als Geschäftsführer der Zoo Leipzig GmbH.